# Sydney
Sydney [ˈsɪdni] ist die Hauptstadt des australischen Bundesstaates New South Wales und mit rund 5,45 Millionen Einwohnern (Stand 2023) die größte Stadt in Australien.
Sydney wurde am 26. Januar 1788 gegründet und ist heute das Industrie-, Handels- und Finanzzentrum Australiens und ein wichtiger Tourismusort. Auch zahlreiche Universitäten, Museen und Galerien befinden sich in der Metropole. Sydney ist Sitz des römisch-katholischen Erzbistums Sydney und der Diözese Sydney der Anglican Church of Australia.
Die Stadt gilt als eine der Städte mit der höchsten Lebensqualität weltweit. In der Städteplatzierung des Beratungsunternehmens Mercer belegte sie im Jahr 2018 unter 231 Großstädten weltweit den elften Platz in dieser Rubrik.

## Geographie

### Geographische Lage

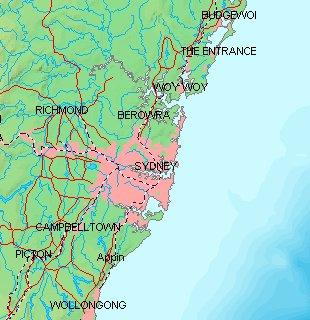
Karte von Sydney und Umgebung

Die Stadt liegt an der Ostküste Australiens am Pazifischen Ozean durchschnittlich drei Meter über dem Meeresspiegel. Das Stadtgebiet (Urbanized Area) hat eine Fläche von 1664 Quadratkilometern. Der Port Jackson bildet mit einer Fläche von 50 Quadratkilometern und 19 Kilometern Länge den Hauptarm und zugleich den natürlichen Hafen Sydneys. Von ihm zweigen weitere Meeresarme wie der Middle Harbour ab.
Die Metropolregion (Sydney Metropolitan Area) umfasst eine Fläche von 12.138 Quadratkilometern. Sie reicht vom Hawkesbury River im Norden bis jenseits der Botany Bay im Süden und von den Blue Mountains im Westen bis zum Pazifischen Ozean im Osten.
Sydney erstreckt sich über zwei geographische Regionen. Südlich und westlich des Hafens liegt der flache bis leicht hügelige Cumberland Plain. Nördlich des Hafens befindet sich das Hornsby Plateau, ein bis zu 200 Meter hohes Hügelland, das von bewaldeten Tälern durchzogen ist. Auf dem Stadtgebiet befinden sich verschiedene Nationalparks und über 70 verschiedene Strände, darunter die weltbekannten und besonders bei Surfern beliebten Strände Bondi Beach und Manly Beach.

### Stadtgliederung
Die Metropolregion Sydney gliedert sich in 40 Local Government Areas (LGAs):
- Ashfield
- Auburn
- Bankstown
- Blacktown
- Botany Bay
- Burwood
- Camden
- Campbelltown
- Canada Bay
- Canterbury
- Fairfield
- Hawkesbury
- Holroyd
- Hornsby
- Hunter’s Hill
- Hurstville
- Kogarah
- Ku-ring-gai
- Lane Cove
- Leichhardt
- Liverpool
- Manly
- Marrickville
- Mosman
- North Sydney
- Parramatta
- Penrith
- Pittwater
- Randwick
- Rockdale
- Ryde
- Strathfield
- Sutherland
- Sydney
- The Hills
- Warringah
- Waverley
- Willoughby
- Wollongong
- Woollahra

Das Australian Bureau of Statistics rechnet zur Metropolregion Sydney (Sydney Statistical Division) auch Gebiete der Central Coast und Blue Mountains. Dazu gehören die Local Government Areas Blue Mountains, Gosford, Hawkesbury, Wollondilly und Wyong. Die Einteilung in 44 LGAs dient nur statistischen Zwecken.
Das verstädterte Gebiet von Sydney ist flächenmäßig beinahe zweimal so groß wie Berlin. Es besteht aus ungefähr 650 Stadtteilen, die von über 40 lokalen Regierungseinheiten (Local Government Area) verwaltet werden. Im Zentrum der Weltmetropole liegt die LGA City of Sydney, der 32 Stadtteile zugeteilt sind. Zu diesen gehören unter anderem das Central Business District, Darling Harbour, Darlinghurst, Dawes Point, Glebe, Haymarket, Kings Cross, Newton, Paddington und The Rocks. Die City of Sydney umfasst eine Fläche von 25 km² mit knapp 170.000 Einwohnern. In ihr sind die weltweit bekannten Sehenswürdigkeiten Sydney Opera House und Sydney Harbour Bridge sowie historische Bauten, Einkaufszentren, Chinatown, der Paddy’s Market, Gastronomie-, Unterhaltungs- und Kultureinrichtungen zu finden.
Der Central Business District, der mit den Buchstaben CBD abgekürzt wird, dehnt sich 1500 m in Ost-West-Richtung und 2500 m in Nord-Süd-Richtung aus. Abgegrenzt wird er im Norden durch den Port Jackson, im Osten durch die Royal Botanic Gardens sowie den Hyde Park, im Süden durch die Goulburn Street und im Westen durch den Darling Harbour sowie die Cockle Bay.
Das Gewerbezentrum erstreckt sich entlang der Pitt Street. Über die Harbour Bridge gelangt man vom Zentrum zur North Shore und zu den Northern Beaches. Hier zählen die zahlreichen Strände am Südpazifischen Ozean zwischen Manly und Palm Beach zu den Highlights. Im inneren Osten existieren mehrere Wohnviertel, der wegen seiner Rotlichtszene bekannte Stadtteil Kings Cross und die Oxford Street. Von Bondi Beach im äußeren Osten bis zum südlichen Vorort Cronulla erstrecken sich weitere Strände. Der Sydney Airport wurde im Südosten an der Botany Bay errichtet. Der innere Westen ist der Standort der University of Sydney und wird von einer multikulturellen Studentenszene geprägt.

### Klima

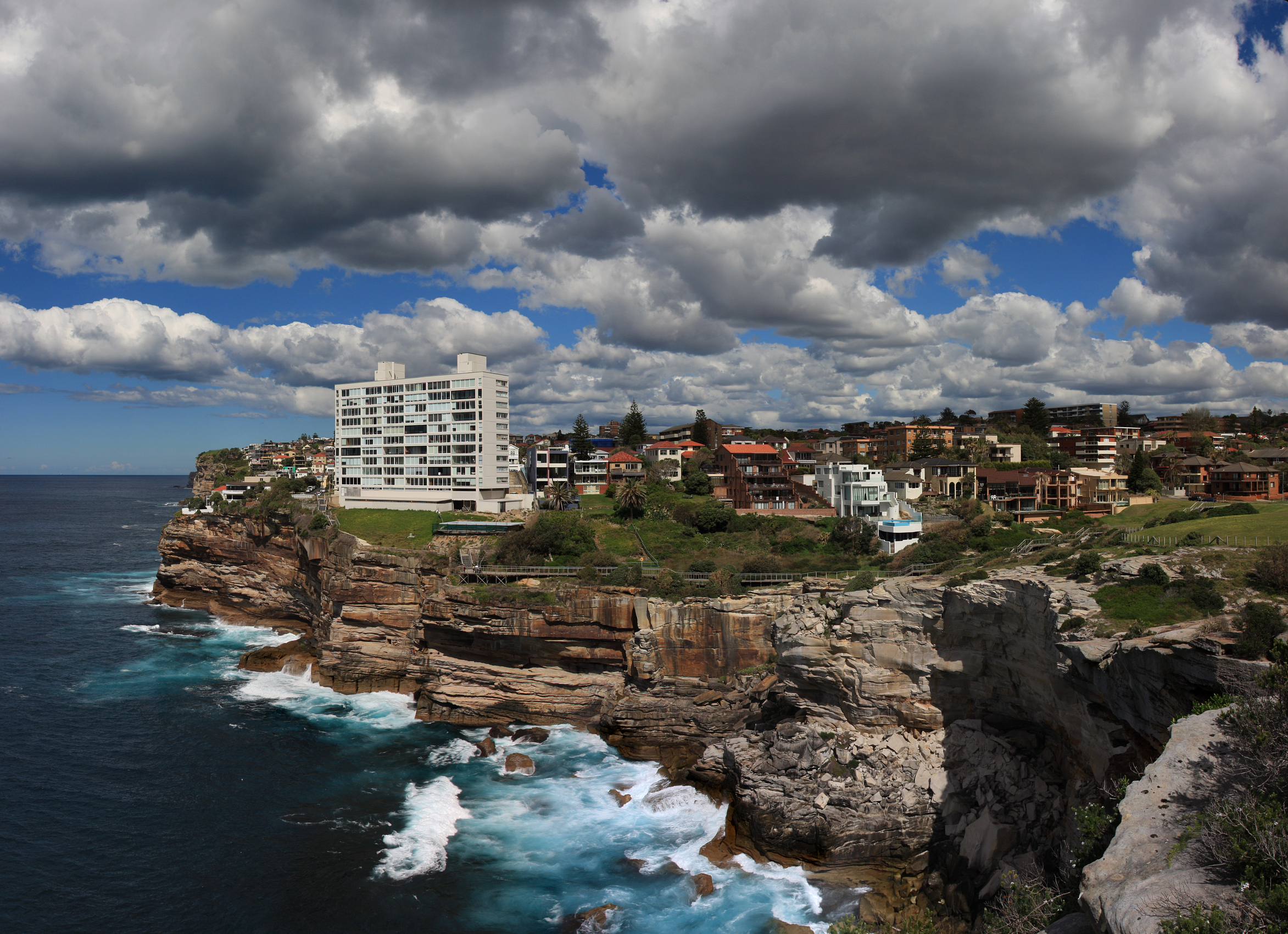
Wolken über pazifischem Steilküstenabschnitt von Sydney; Gap Bluff und Dover Heights

Sydney liegt in der subtropischen Klimazone und hat ein Ostseitenklima, wobei das Klima aufgrund der Nähe zur Küste abgemildert wird. Die durchschnittliche Jahrestemperatur liegt bei 17,5 Grad Celsius. Die wärmsten Monate sind der Januar und Februar mit einer Durchschnittstemperatur von 22,5 und 22,3 Grad Celsius. Der kälteste Monat ist der Juli mit 10,9 Grad Celsius im Mittel. Im Winter fällt die Temperatur selten unter 5 Grad Celsius, die tiefste je gemessene Temperatur war 2,1 Grad Celsius.
Die mittlere Jahresniederschlagsmenge beträgt 1.214,9 Millimeter. Der meiste Niederschlag fällt im März mit durchschnittlich 130,9 Millimeter, der wenigste dagegen im September mit nur 68,4 Millimeter im Mittel. Pro Monat gibt es neun bis zwölf Regentage. Schnee gibt es dort nur sehr selten.
Der 1. Januar 2006 wurde in Sydney (und Australien) als der heißeste Jahresanfang seit Beginn der Aufzeichnungen im Jahr 1858 festgestellt. In Sydney selbst wurden an der offiziellen Station am Observatory Hill um 16:24 Uhr Höchsttemperaturen von 44,7 Grad Celsius gemessen. Der Januar-Temperaturrekord von 45,3 Grad vom 14. Januar 1939 blieb unangetastet. In den ersten zehn Monaten 2005 lagen die Werte um 1,03 Grad Celsius über dem 30-Jahres-Mittel. Seit 1988 ist ein deutlicher Trend zu höheren Durchschnittstemperaturen in der Region Sydney festzustellen.
Die nachfolgende Tabelle zeigt die durchschnittlichen Klimawerte der Jahre 2001 bis 2017:
|                        | Jan   | Feb   | Mär   | Apr   | Mai   | Jun   | Jul  | Aug  | Sep  | Okt  | Nov  | Dez  |   |         |
| Mittl. Temperatur (°C) | 22,5  | 22,3  | 21,1  | 18,2  | 14,6  | 11,9  | 10,9 | 12,5 | 15,7 | 18,5 | 19,9 | 21,6 | ⌀ | 17,5    |
| Mittl. Tagesmax. (°C)  | 26,0  | 25,8  | 24,8  | 22,5  | 19,5  | 17,0  | 16,4 | 17,9 | 20,1 | 22,2 | 23,7 | 25,2 | ⌀ | 21,7    |
| Mittl. Tagesmin. (°C)  | 18,7  | 18,8  | 17,6  | 14,7  | 11,6  | 9,3   | 8,1  | 9,0  | 11,1 | 13,6 | 15,7 | 17,5 | ⌀ | 13,8    |
|                        |       |       |       |       |       |       |      |      |      |      |      |      |   |         |
| Niederschlag (mm)      | 102,2 | 117,6 | 130,9 | 128,5 | 118,6 | 133,2 | 96,6 | 81,1 | 68,4 | 76,4 | 83,8 | 77,6 | Σ | 1.214,9 |
|                        |       |       |       |       |       |       |      |      |      |      |      |      |   |         |
| Sonnenstunden (h/d)    | 7,1   | 6,7   | 6,4   | 6,4   | 5,9   | 5,5   | 6,4  | 7,1  | 7,2  | 7,2  | 7,8  | 7,6  | ⌀ | 6,8     |
|                        |       |       |       |       |       |       |      |      |      |      |      |      |   |         |
| Regentage (d)          | 8,6   | 9,0   | 9,8   | 9,0   | 8,6   | 8,7   | 7,5  | 7,2  | 7,2  | 7,9  | 8,4  | 8,0  | Σ | 99,9    |

| 18,7 |

| 18,8 |

| 17,6 |

| 14,7 |

| 11,6 |

| 9,3 |

| 8,1 |

| 9,0 |

| 11,1 |

| 13,6 |

| 15,7 |

| 17,5 |

| 18,7 |

| 18,8 |

| 17,6 |

| 14,7 |

| 11,6 |

| 9,3 |

| 8,1 |

| 9,0 |

| 11,1 |

| 13,6 |

| 15,7 |

| 17,5 |

## Geschichte

### Vorgeschichte
Aus Funden in den Blue Mountains schließen Archäologen, dass die Gegend des heutigen Stadtgebiets vor ungefähr 20.000 Jahren von Aborigines besiedelt wurde. Zu Beginn der Kolonisation lebten hier etwa 4.000 bis 8.000 Menschen, die vier verschiedenen Stämmen angehörten. Das waren die Eora, die Darug, die Dharawal und die Guringai. Obwohl ihre Siedlungen weitgehend verschwunden sind, sind an einigen Stellen Felszeichnungen wie die Sydney-Felsgravuren erhalten geblieben.

### 18. Jahrhundert

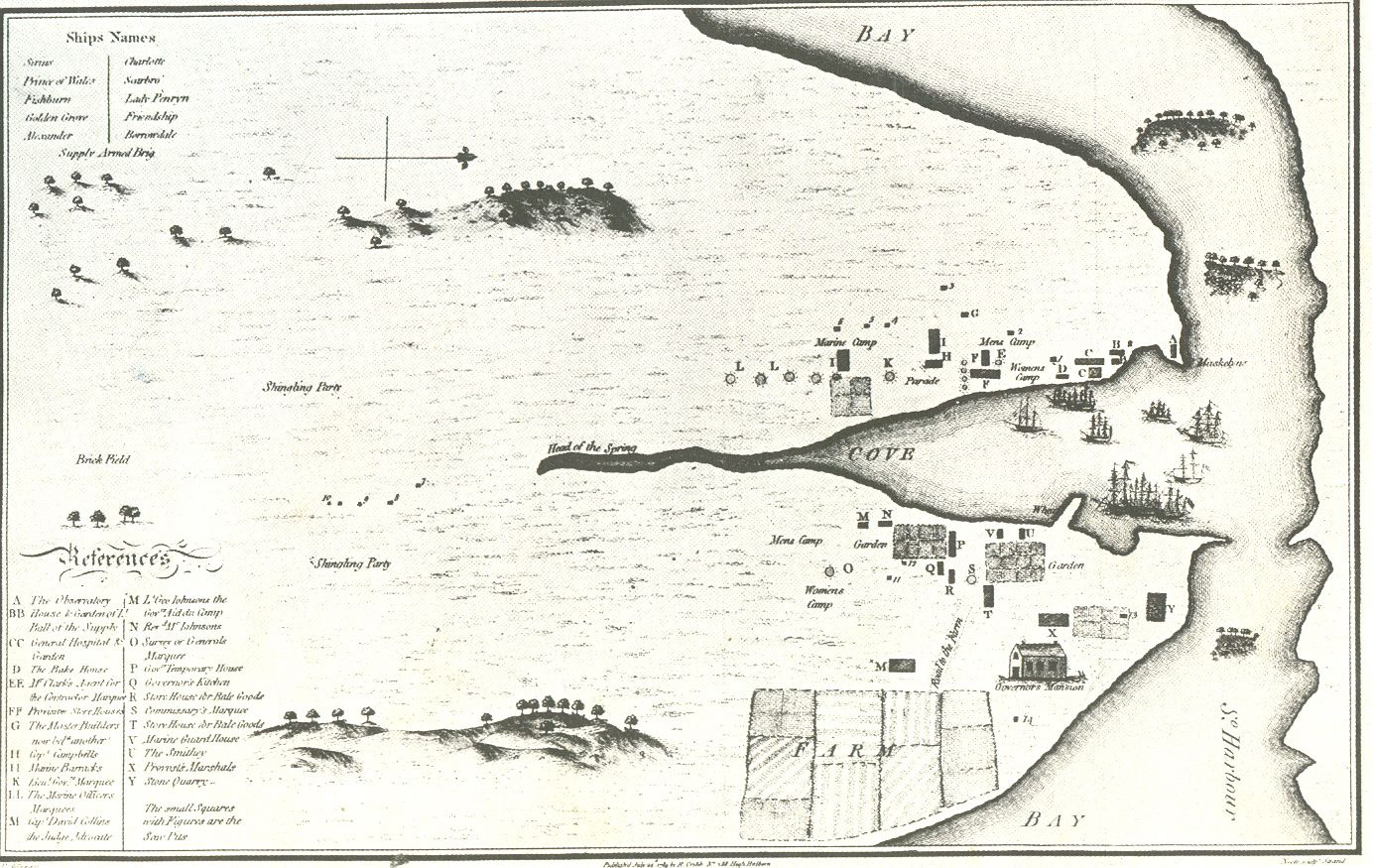
Die erste Karte der Umgebung von Sydney aus dem Jahr 1789

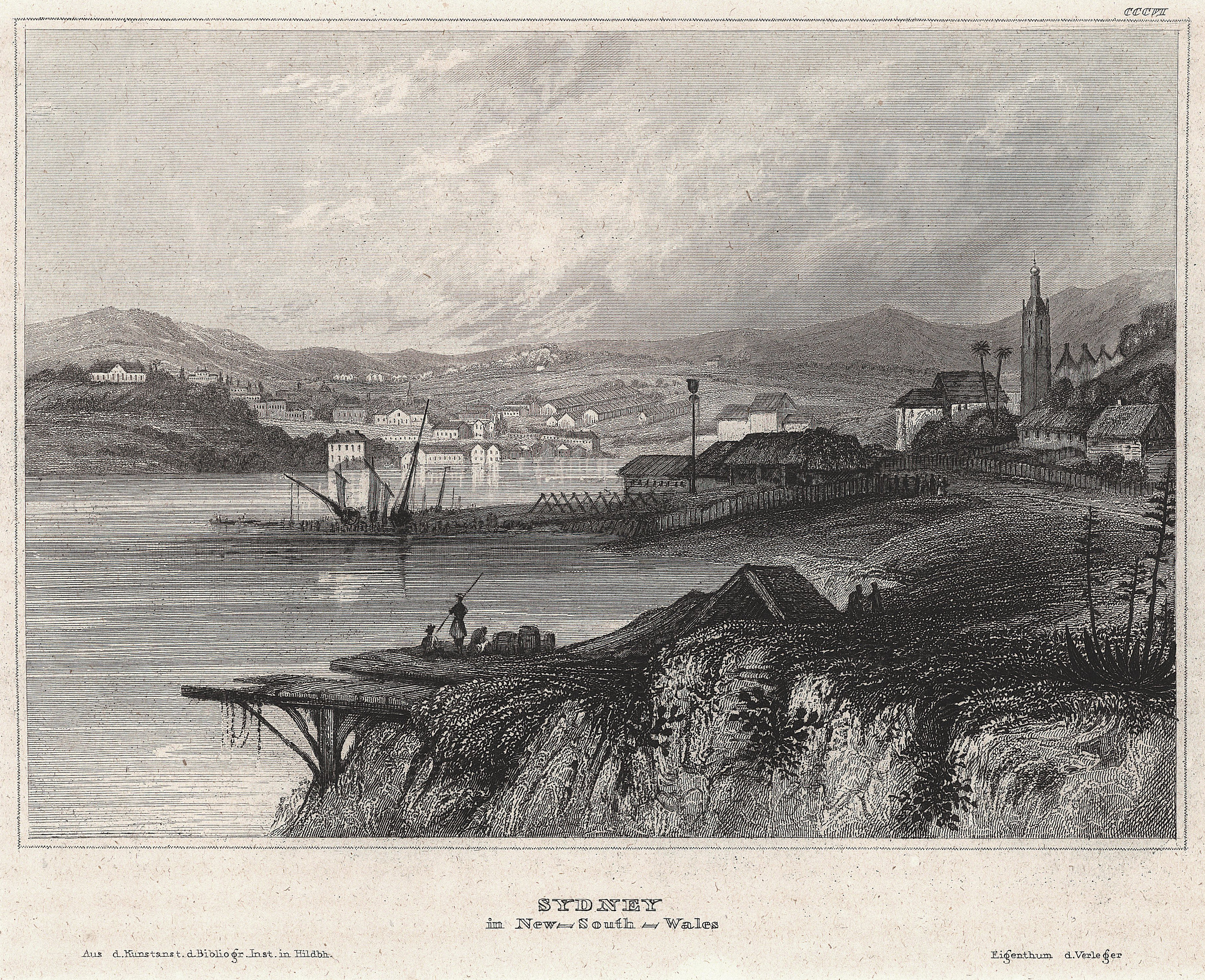
Blick auf Sydney um 1840

1770 hatte Captain James Cook südlich des heutigen Stadtzentrums die Botany Bay entdeckt und auch die Einfahrt zum Port Jackson auf seinen Karten verzeichnet. Am 18. Januar 1788 erreichte Captain Arthur Phillip mit der First Fleet die Botany Bay, die als Standort für eine Strafkolonie vorgesehen war. Während einer dreitägigen Erkundungsfahrt durch den Port Jackson (vom 21. bis 23. Januar 1788) entdeckte Phillip zunächst Manly Cove und einen Tag später auf der anderen Seite des Naturhafens eine weitere Bucht, die er nach dem damaligen britischen Innenminister Lord Sydney auf den Namen Sydney Cove taufte.
Am 26. Januar 1788 erreichte eine französische Expedition unter Jean-François de La Pérouse ebenfalls die Botany Bay. Die Engländer beschlossen am selben Tag, die Kolonie an den Sydney Cove zu verlegen. Etwa 800 Sträflinge sowie rund 500 Seeleute und Soldaten verließen in der Nähe des heutigen Circular Quay die Schiffe. Der 26. Januar ist seither Australiens Nationalfeiertag. Kurz nach der Ankunft der weißen Siedler brach die Pockenepidemie in Australien 1789 aus, die große Teile der indigenen Bevölkerung auslöschte. Als Vermittler zwischen den Kulturen diente Bennelong, der von den Engländern gefangen genommen worden war und die englische Sprache erlernte.

### 19. Jahrhundert

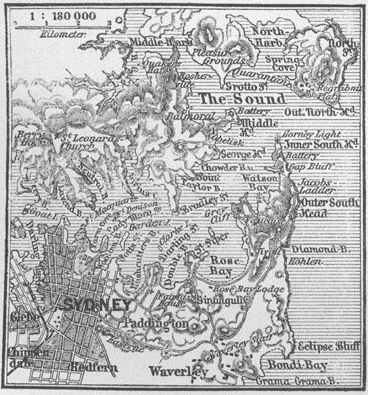
Historische Karte von Sydney aus Meyers Konversationslexikon 1888

Während der Rum Rebellion im Jahr 1808 wurde Gouverneur William Bligh, der ehemalige Kapitän der Bounty, entmachtet. Erst Gouverneur Lachlan Macquarie schuf zwischen 1810 und 1821 die Voraussetzungen, dass sich aus der Strafkolonie eine bedeutende Stadt entwickeln konnte. Er ließ Straßen, Brücken, Hafenanlagen und öffentliche Gebäude errichten.
Macquarie hat in besonderer Weise die Erkundung des australischen Kontinents vorangetrieben. Nach zahlreichen gescheiterten Versuchen in den ersten 25 Jahren der Kolonie gelang es den von ihm entsandten Entdeckern Gregory Blaxland, William Charles Wentworth und William Lawson im Jahre 1813, einen Weg durch die Blue Mountains zu finden (Blaxland-Expedition). Diese hatten als Teil der Great Dividing Range Sydney bis dahin von den Gebieten im Westen abgeschnitten. In der Folgezeit konnte das Landesinnere besiedelt werden.
In den 1830er und 1840er Jahren entstanden die ersten Vororte, als immer mehr Einwanderer aus Großbritannien und Irland in Sydney ankamen. Nach dem ersten Goldrausch im Jahre 1851 wurde Sydney endgültig zum kulturellen, wirtschaftlichen und industriellen Mittelpunkt Australiens. Im letzten Viertel des 19. Jahrhunderts begann sich die Besiedelung des Umlandes zu verstärken.

### 20. Jahrhundert

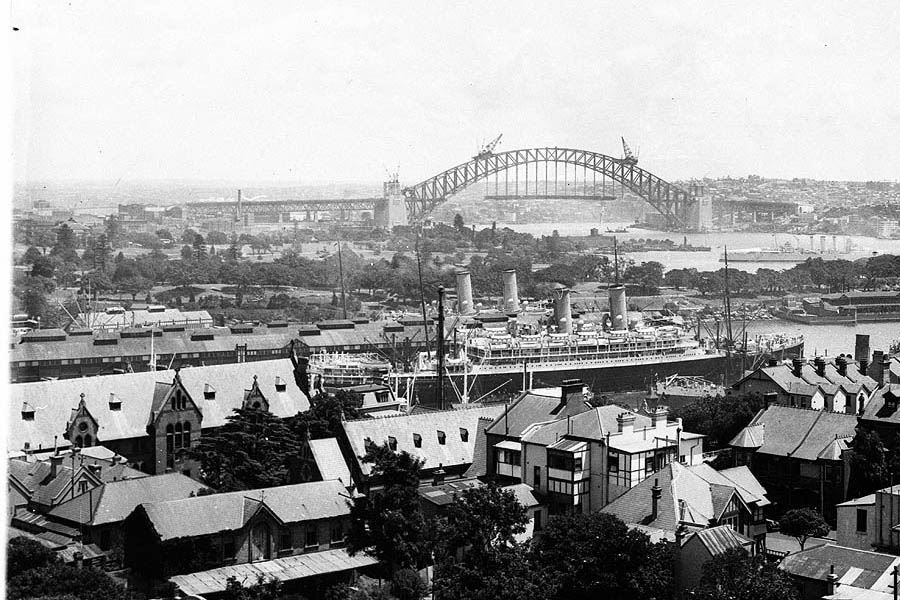
Woolloomooloo und Sydney Harbour Bridge 1932

Bereits Mitte der 1920er Jahre zählte die Stadt mehr als eine Million Einwohner. 1931 waren wegen der Weltwirtschaftskrise etwa ein Drittel der Erwerbstätigen arbeitslos. Aber schon ein Jahr später stiegen die Preise für Wolle wieder, und die Bauindustrie erlebte einen neuen Aufschwung. 1932 entstand die Sydney Harbour Bridge, zuvor war die Gegend nördlich des Port Jackson nur umständlich erreichbar und deshalb dünn besiedelt gewesen.
Im Zweiten Weltkrieg erlitt die Stadt am 31. Mai 1942 nur geringe Schäden durch drei japanische Mini-U-Boote, von denen zwei im Hafen erbeutet wurden. Das dritte konnte entkommen, fand aber nicht zum Mutterschiff zurück. Es wurde im November 2006 17 Kilometer nordöstlich von Sydney am Long Reef Beach entdeckt. Nach Beendigung des Krieges kamen viele Migranten aus Europa nach Sydney; die Stadt wuchs weiter Richtung Westen. Ab Mitte des 20. Jahrhunderts begann die verstärkte Einwanderung aus asiatischen Ländern, was der Stadt ihr multikulturelles Flair verlieh.

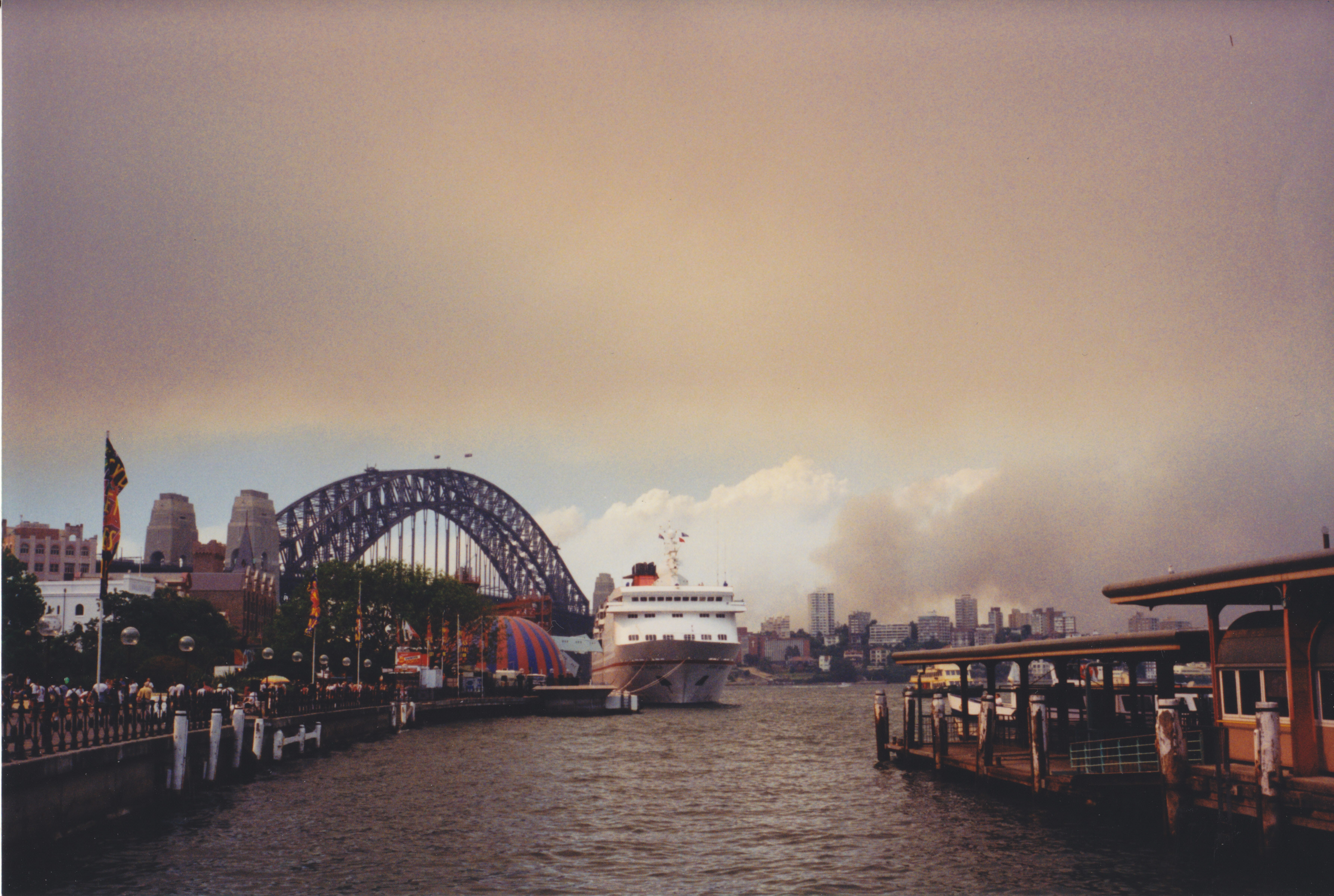
Januar 1994 am Hafen

Im Vietnamkrieg war Sydney ein wichtiger Erholungsort für US-amerikanische Soldaten. In den 1970er und 1980er Jahren entstanden, ausgelöst durch den wirtschaftlichen Aufschwung, im Central Business District zwischen den alten viktorianischen Gebäuden zahlreiche Hochhäuser. Im Januar 1994 zerstörten große Buschfeuer 200 Häuser in den Vororten von Sydney.
2000 war Sydney Austragungsort der Olympischen Sommerspiele.

### 21. Jahrhundert
Ab dem 26. Dezember 2001 vernichteten Buschfeuer innerhalb von 23 Tagen weite Gebiete des Royal-Nationalparks und in den Blue Mountains. Rund 170 Häuser und mehr als 650.000 Hektar Wald und Farmland wurden Opfer der Flammen. Etwa 10.000 Feuerwehrleute aus dem ganzen Land waren im Einsatz, doch gelöscht wurden die Feuer erst durch starke Regenfälle mit bis zu 40 Millimeter Niederschlag.
Im Dezember 2005 kam es in Cronulla, einem Vorort von Sydney, zu rassistisch motivierten Krawallen zwischen weißen Australiern und libanesischstämmigen Australiern. Bei den Cronulla Riots wurden 30 Menschen verletzt, darunter sechs Polizisten und zwei Sanitäter.
Vom 15. bis 20. Juli 2008 fand in Sydney der XXIII. Weltjugendtag statt. Am Abschlussgottesdienst mit Papst Benedikt XVI. nahmen 350.000 Pilger teil. Es war die größte Messe in der Geschichte Australiens.
Ende September 2009 wurde Sydney vom stärksten Staubsturm der letzten 70 Jahre heimgesucht.

## Bevölkerung

### Herkunft
Laut Volkszählung 2021 sind 45,8 % der Einwohner Sydneys außerhalb Australiens geboren. Mehrere Stadtteile und Vororte sind durch die zahlreichen Einwanderer multikulturell geprägt. So leben die italienischen Einwanderer und ihre Nachkommen in Leichhardt, Haberfield und Five Dock, die Griechen in Earlwood und Marrickville, die Libanesen in Lakemba und Bankstown, die Koreaner in Campsie und Strathfield, die Iren und Neuseeländer in Bondi, die Juden in Bondi, Waverley, St Ives und Rose Bay, die Inder in Westmead und Parramatta, die Chinesen in Hurstville, Chatswood und Haymarket (Sydneys Chinatown) und die Vietnamesen in Cabramatta.
Die Einwohner Sydneys werden als „Sydneysider“ bezeichnet.

### Religionen

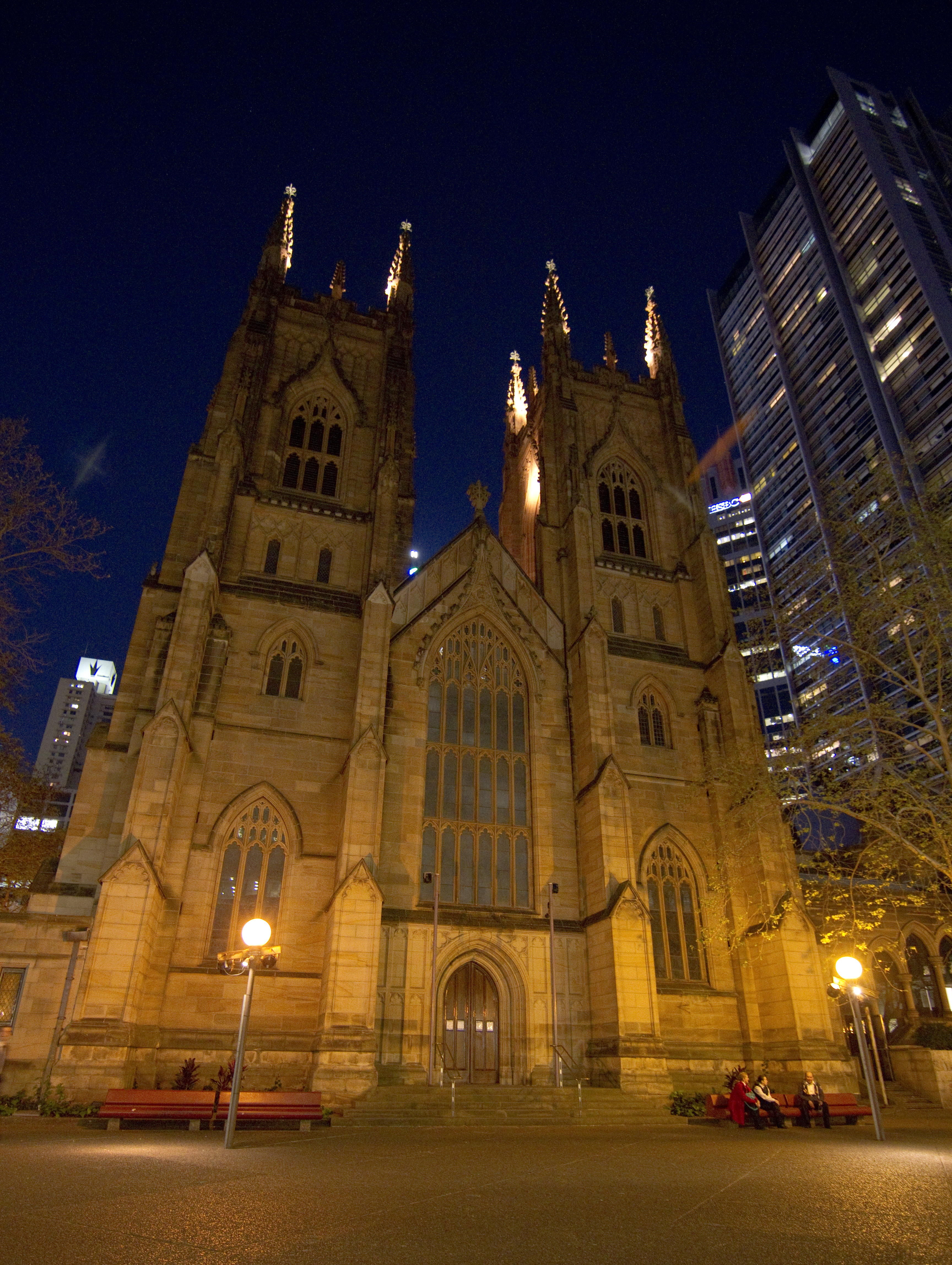
St Andrew's Cathedral

48,0 Prozent der Einwohner in der Metropolregion Sydney gaben bei der Volkszählung 2021 das Christentum als Glaubensrichtung an; die am häufigsten vertretenen Konfessionen waren die römisch-katholische (23,1 Prozent) und die anglikanische Kirche (8,3 Prozent). Weitere Religionen sind der Islam (6,9 Prozent), der Buddhismus (4,1 Prozent), der Hinduismus (5,3 Prozent) und das Judentum (0,8 Prozent). Keiner Religion gehören 29,4 Prozent der Bevölkerung an. 6,3 Prozent der Einwohner haben sich nicht festgelegt.
Die römisch-katholische Kirche der Region ist im Erzbistum Sydney organisiert. Es wurde 1834 als Apostolisches Vikariat von New Holland und Van Diemen's Land begründet und am 22. April 1842 zum Erzbistum erhoben. Es ist einer der typischen Kardinalssitze der katholischen Kirche, dessen Erzbischof zur Erledigung seiner Hirtenpflichten zwei Weihbischöfe zur Verfügung stehen. Die Kirchenprovinz umfasst die Bistümer Armidale, Bathurst, Broken Bay, Lismore, Maitland-Newcastle, Parramatta, Wagga Wagga, Wilcannia-Forbes und Wollongong. Erzbischof von Sydney ist seit 2014 Anthony Fisher. Die Hauptkirche des Bistums ist die Saint Mary’s Cathedral (Sydney).
Die Anglican Church of Australia ist ebenfalls mit einem Bischofssitz in Sydney vertreten, dem Sitz der Anglican Diocese of Sydney, deren Bischofskirche die St Andrew's Cathedral ist.
In Ingleside bei Mona Vale, circa 28 km nördlich vom Central Business District Sydneys, befindet sich das einzige Haus der Andacht der Bahai Australiens, welches im September 1961 eingeweiht wurde.
Mittlerweile leben in Australien circa 5.000 Mandäer. Die Mehrheit von ihnen wohnt in Sydney und besitzt dort auch ein eigenes Mandi (Gotteshaus).
Die Hillsong Church der Pfingstbewegung ist die größte Kirche im Raum Sydney. Sie wurde im August 1983 in Hills District gegründet und erbaute im Oktober 2002, in den Baulkham Hills, das Hillsong Convention Centre. Dieses als Kirchengebäude benutzte Stadion fasst 3.500 Personen. Darin finden jeden Sonntag mehrere Gottesdienste statt. Seit dem August 2008 gibt es nahe der Innenstadt von Sydney, in Waterloo, einen zweiten Hillsong-Standort. Nach eigenen Angaben wird die Kirche wöchentlich von mehr als 20.000 Gläubigen besucht.

### Einwohnerentwicklung

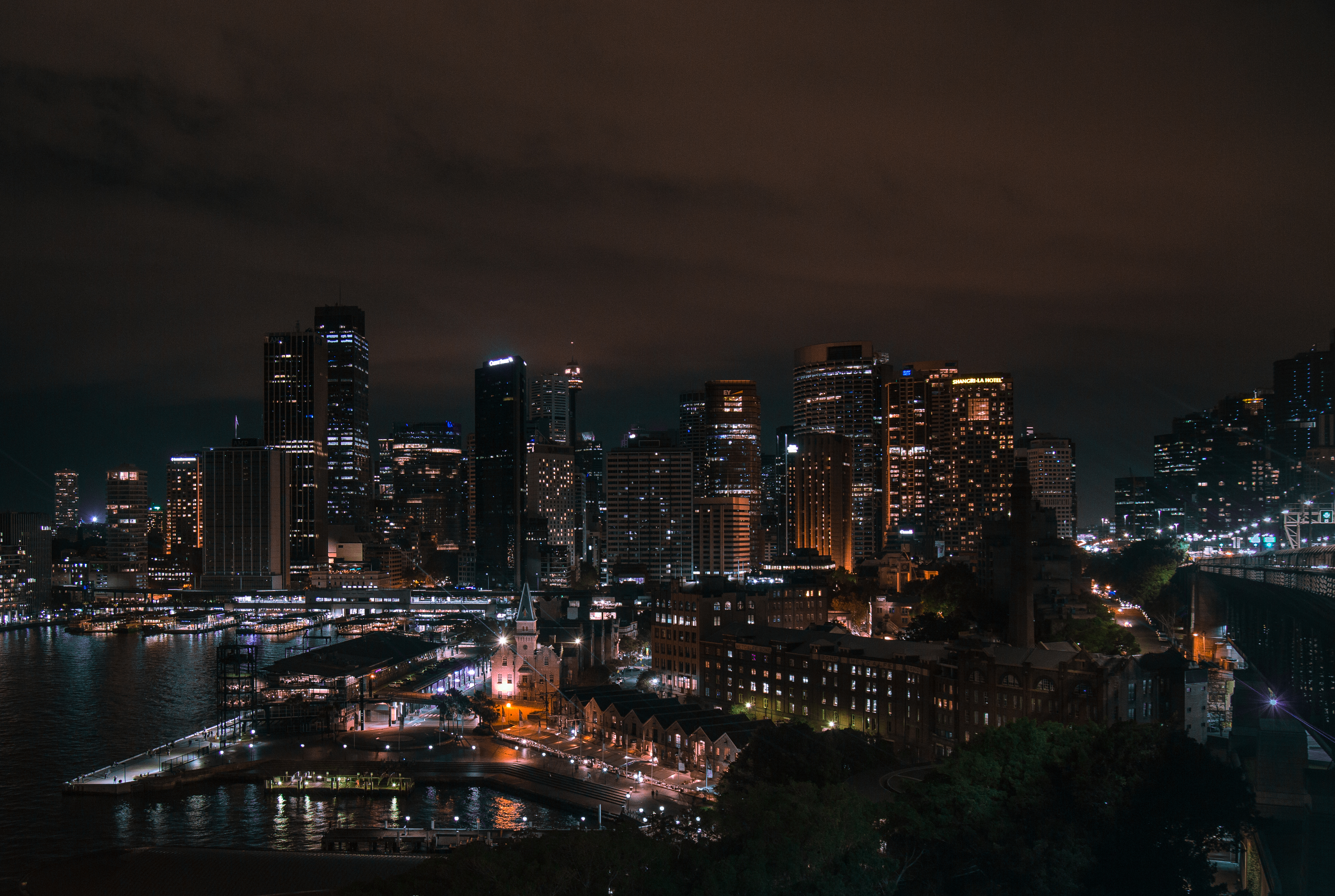
Skyline von der Sydney Harbour Bridge aus gesehen

Die Stadt erlebte im 19. und 20. Jahrhundert ein rasantes Bevölkerungswachstum. Lebten im Jahr 1800 erst 2.540 Menschen in Sydney, so waren es 1871 schon 135.000. Bis 1933 stieg die Bevölkerung der Stadt auf 1,2 Millionen. Im Jahr 1954 hatte Sydney 1,86 Millionen Einwohner. Bis 2006 verdoppelte sich diese Zahl auf 3,64 Millionen. Die Bevölkerungsdichte im Stadtgebiet (Urban Centre) liegt damit bei 2.188 Einwohnern pro Quadratkilometer.

In der gesamten Metropolregion (Greater Sydney) leben rund 5,2 Millionen Menschen (Stand 2021). Das sind etwa zwei Drittel der Bevölkerung von New South Wales. Die Bevölkerungsdichte der Region beträgt 423 Einwohner pro Quadratkilometer. In den ländlichen Regionen der Metropolregion leben etwa 530.000 Menschen. Dort liegt die Bevölkerungsdichte bei lediglich 52 Einwohnern pro Quadratkilometer.
Die folgende Übersicht zeigt die Einwohnerzahlen der eigentlichen Stadt ohne Vorortgürtel (Urbanized Area). Bis 1871 handelt es sich um Schätzungen, von 1881 bis 2011 um Volkszählungsergebnisse.
| Jahr          | Einwohner |
| ------------- | --------- |
| 1800          | 2.540     |
| 1820          | 12.000    |
| 1851          | 39.000    |
| 1861          | 93.700    |
| 1871          | 134.800   |
| 3. Apr. 1881  | 224.200   |
| 5. Apr. 1891  | 383.400   |
| 31. März 1901 | 487.900   |
| 2. Apr. 1911  | 636.400   |

| Jahr          | Einwohner |
| ------------- | --------- |
| 4. Apr. 1921  | 897.600   |
| 30. Juni 1933 | 1.235.400 |
| 30. Juni 1947 | 1.484.400 |
| 30. Juni 1954 | 1.863.200 |
| 30. Juni 1961 | 2.181.200 |
| 30. Juni 1966 | 2.450.000 |
| 30. Juni 1971 | 2.799.600 |
| 30. Juni 1976 | 2.770.000 |
| 30. Juni 1981 | 2.870.000 |

| Jahr          | Einwohner |
| ------------- | --------- |
| 30. Juni 1986 | 2.989.100 |
| 30. Juni 1991 | 3.097.956 |
| 9. Aug. 1996  | 3.276.207 |
| 7. Aug. 2001  | 3.502.301 |
| 8. Aug. 2006  | 3.641.431 |
| 30. Juni 2011 | 4.627.345 |
| 2016          | 4.446.805 |
| 2021          | 4.698.656 |

## Politik

### Stadtregierung

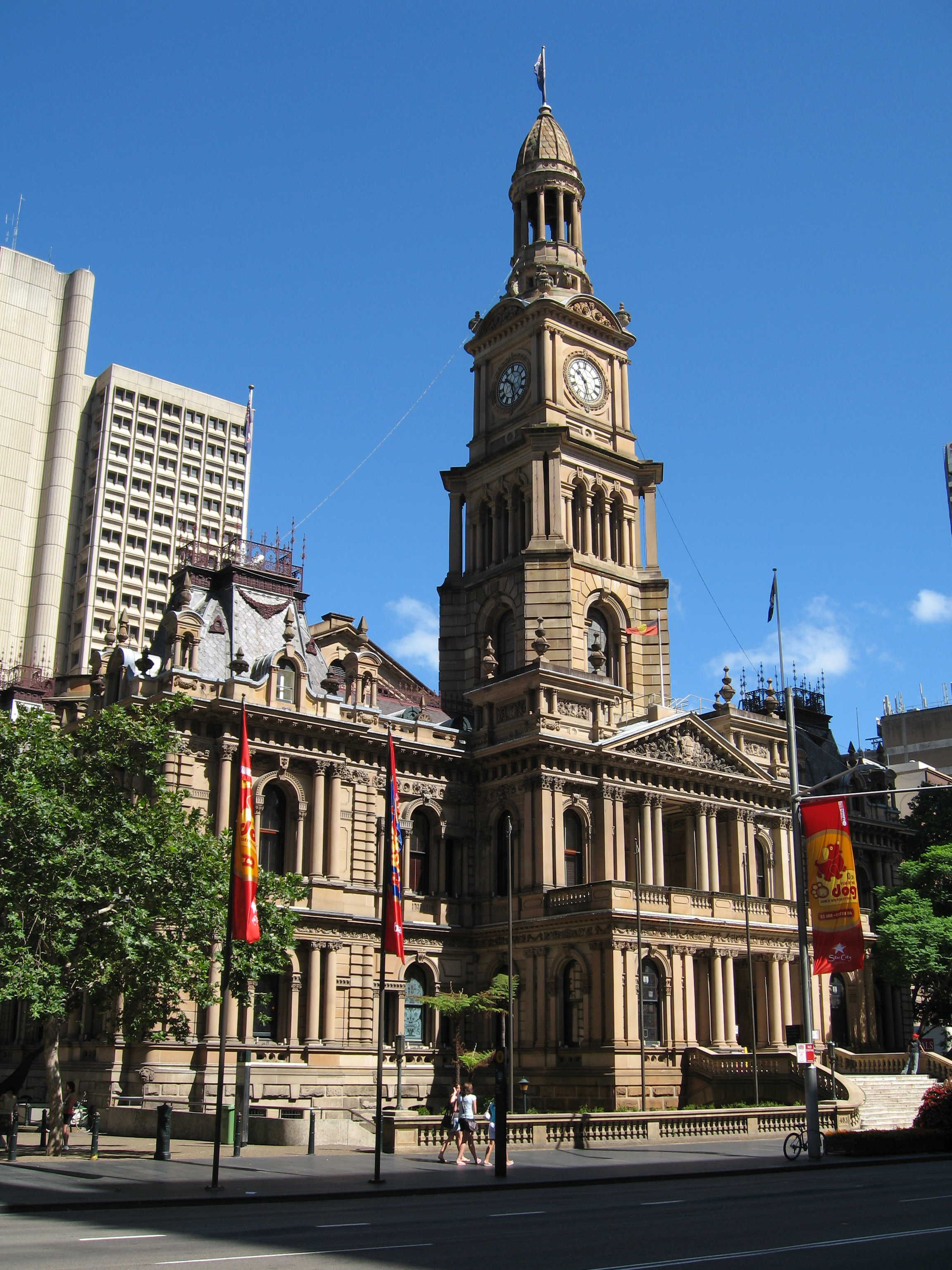
Rathaus

Die Metropolregion Sydneys besitzt keine zentrale Verwaltung. Von 1945 bis 1964 war das Gebiet dem Cumberland County unterstellt, dessen Zuständigkeit sich jedoch auf die Stadtplanung beschränkte. Heute besteht die Metropole aus der City of Sydney und 37 weiteren Local Government Areas (LGA, lokale Verwaltungsgebiete), wobei der Lord Mayor der City of Sydney inoffiziell als Repräsentant der gesamten Region gilt.
Alle LGA besitzen gewählte Stadträte. Diese sind für eine Reihe von Aufgaben zuständig, die ihnen von der Regierung des Bundesstaates übertragen wurden. Viele Aufgaben werden jedoch durch den Bundesstaat selbst wahrgenommen. Darunter fallen öffentlicher Verkehr, Hauptstraßen, Verkehrsüberwachung, Polizei, Bildung ab der Grundschulstufe und die Planung großer Infrastrukturprojekte.

### Städtepartnerschaften
Die City of Sydney unterhält mit folgenden Städten Partnerschaften (in Klammern das Jahr der Etablierung):
- San Francisco, Vereinigte Staaten (1968)
- Nagoya, Japan (1980)
- Wellington, Neuseeland (1982)
- Portsmouth, Vereinigtes Königreich (1984)
- Guangzhou, Volksrepublik China (1985)
- Florenz, Italien (1986)

Als befreundete Städte nennt Sydney
- Paris, Frankreich (1998)
- Athen, Griechenland (2000)
- Berlin, Deutschland (2000)
- Dublin, Irland (2002)
- Wuhan, Volksrepublik China (2015)

## Kultur und Sehenswürdigkeiten

### Überblick
Als Wahrzeichen Sydneys gelten das von Jørn Utzon erbaute muschel- oder segelförmige Opera House – nach Utzons eigener Saga dem Entfalten einer Orange nachempfunden – sowie die weltberühmte Harbour Bridge. Die Oper ist ein beliebter touristischer Anziehungspunkt und liegt neben den bekannten Royal Botanic Gardens.
Sydneys Stadtzoo, der Taronga Zoo, liegt am Port Jackson und beherbergt einheimische Arten wie Dingos und Schnabeltiere ebenso wie Exoten, darunter Elefanten und Giraffen. Das Sea Life Sydney Aquarium, am Darling Harbour gelegen, ist eines der reichsten und schönsten seiner Kategorie.
Sydneys Zentrum ist relativ begrenzt. Neben dem Opernhaus und der Hafenbrücke gilt vor allem die Altstadt „The Rocks“ mit den Lagerhäusern an der Bucht Sydney Cove als sehenswert. An den Circular Quay, die Zentralstation für Bus, Bahn und vor allem die Hafenfähren, grenzt der vergleichsweise große Botanische Garten, in dessen Umkreis sich mehrere Museen befinden. Das State Theatre im Stadtzentrum ist Veranstaltungsort des Sydney Film Festivals.
Das Kommerzzentrum der Stadt (Central Business District) ist weitgehend modern und von Hochhäusern dominiert. Das höchste Gebäude Sydneys, der 305 Meter hohe Sydney Tower, hat eine Aussichtsplattform und bietet eine Rundumsicht, insbesondere auch über den Hafen.
Unter den neueren Hochhäusern ist der Komplex „One Central Park“ in der Nähe der Central Station mit begrünten Fassaden bemerkenswert, erbaut 2014 von Architekten Jean Nouvel.
Zentrum der Unterhaltung ist das Gebiet um Darling Harbour. Neben den kulinarischen Verpflegungsstätten direkt am Hafenbecken befinden sich dort ein Sega-World-Park, das LG IMAX Theatre, welches die größte flache Kinoleinwand der Welt besitzt (36 Meter breit, 25 Meter hoch, 900 Quadratmeter Fläche), Veranstaltungsplätze und -gebäude mit wechselnden Programmen, der Chinesische Garten, das Schifffahrtsmuseum sowie das Sea Life Sydney Aquarium.
Daran schließt sich im Süden der City Chinatown, das chinesische Viertel, an. Es soll die Nähe der Stadt zum asiatischen Raum symbolisieren. Cabramatta, ein Außenbezirk circa 30 Kilometer westlich der City, ist eine vietnamesische Entsprechung.
Im viktorianischen Stil ist der Stadtteil Paddington östlich der City gehalten, der Amüsierdistrikt Kings Cross grenzt an. Der Taronga Zoo, der Sydney Olympic Park und die vielen Strände der Stadt sind weitere Freizeiteinrichtungen. Surfer nutzen vor allem den Bondi Beach und Manly Beach.

### Theater
Im Jahr 1959 begannen die Bauarbeiten am Sydney Opera House. Die Pläne stammen vom dänischen Architekten Jørn Utzon, der „seine“ Oper nie im fertigen Zustand gesehen hat. Nachdem die Geldmittel für die Oper gekürzt werden sollten, überwarf er sich mit den Bauherren. Er verließ Australien 1966 und betrat den Kontinent nie wieder. Die Oper wurde danach mit einer eigenen Lotterie finanziert. Insgesamt hatte der Bau des Sydney Opera House 102 Millionen Dollar gekostet, mehr als das Zehnfache der ursprünglich anvisierten Summe. Am 20. Oktober 1973 eröffnete Königin Elisabeth II. das Opernhaus offiziell.
Das Gebäude umfasst eine Konzerthalle, einen Opern- und zwei Theatersäle sowie Restaurants, Bars und ein Kino. Im Rahmen des Sydney Festival finden manchmal kostenlose Konzerte und andere Veranstaltungen statt. 2007 wurde das Opernhaus von der UNESCO zum Weltkulturerbe erklärt. Im Rahmen des zweiten Sound and Light Festivals wurde es drei Wochen lang jeden Abend in anderen Farben angestrahlt. Die Idee hierzu kam vom Künstler Brian Eno.
Austragungsort des Sydney Film Festivals, von Musicals und Popkonzerten ist das prunkvoll restaurierte State Theatre an der Market Street gegenüber dem Sydney Tower. Das Wharf Theatre an der Hickson Road ist ein moderner Schauspielkomplex und Heimat der Sydney Theatre Company. Ebenfalls an der Hickson Road steht das Bangarra Dance Theatre, das Zuhause der Aboriginal Dance Company.
Musicals und Theateraufführungen gibt es im Capitol Theatre in der Campbell Street und im Theatre Royal in der King Street zu sehen. Das Belvoir St Theatre in der Belvoir Street und das Performance Theatre in der Cleveland Street bieten Avantgarde-Theater und Performances. Die alternative Theaterszene ist lebendig und vielfältig. Komödie und Kabarett erfreuen sich großer Beliebtheit; Veranstaltungsorte sind meist Pubs, Restaurants oder Nachtklubs.

### Museen

#### In der Innenstadt

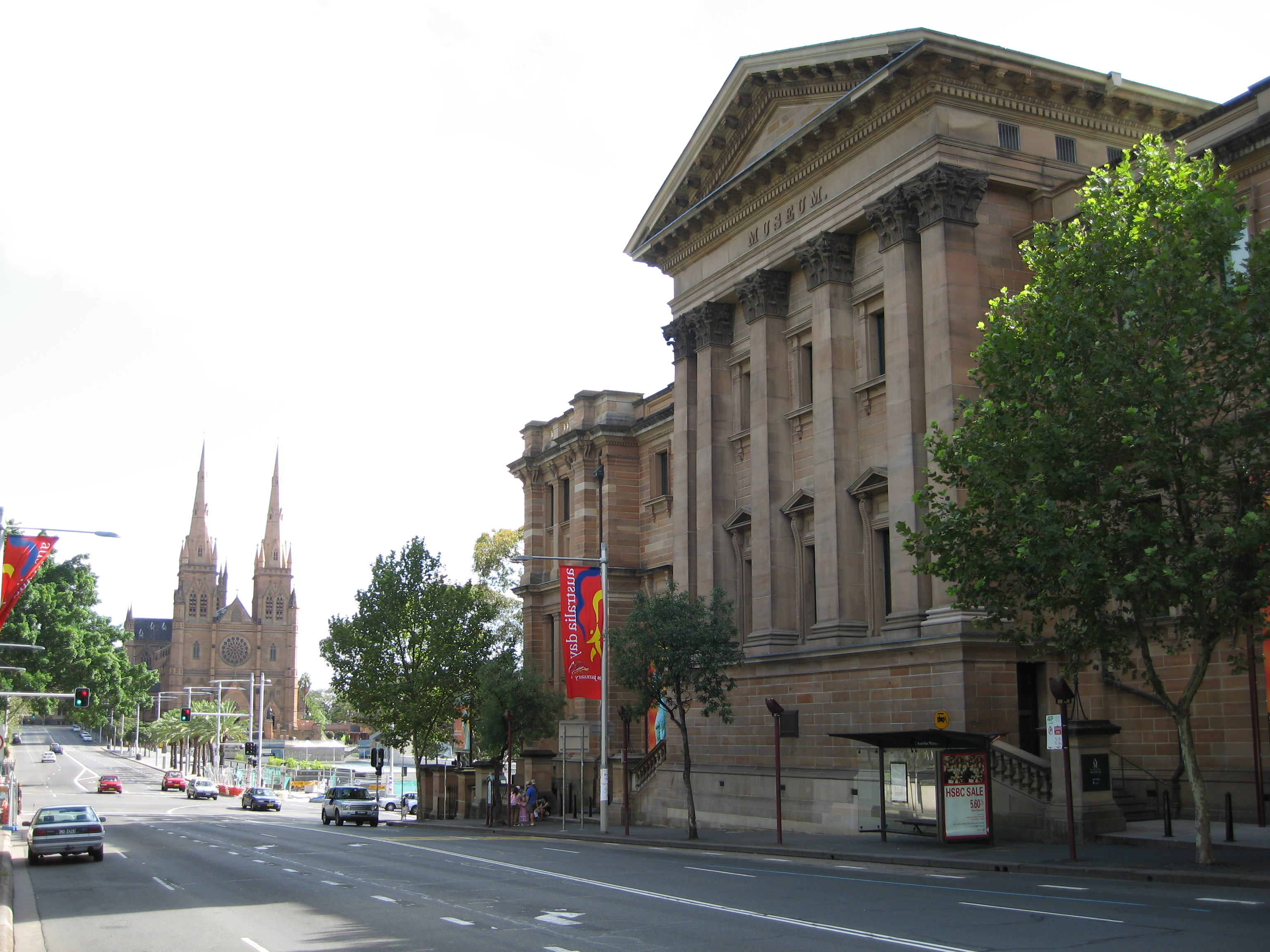
Australian Museum

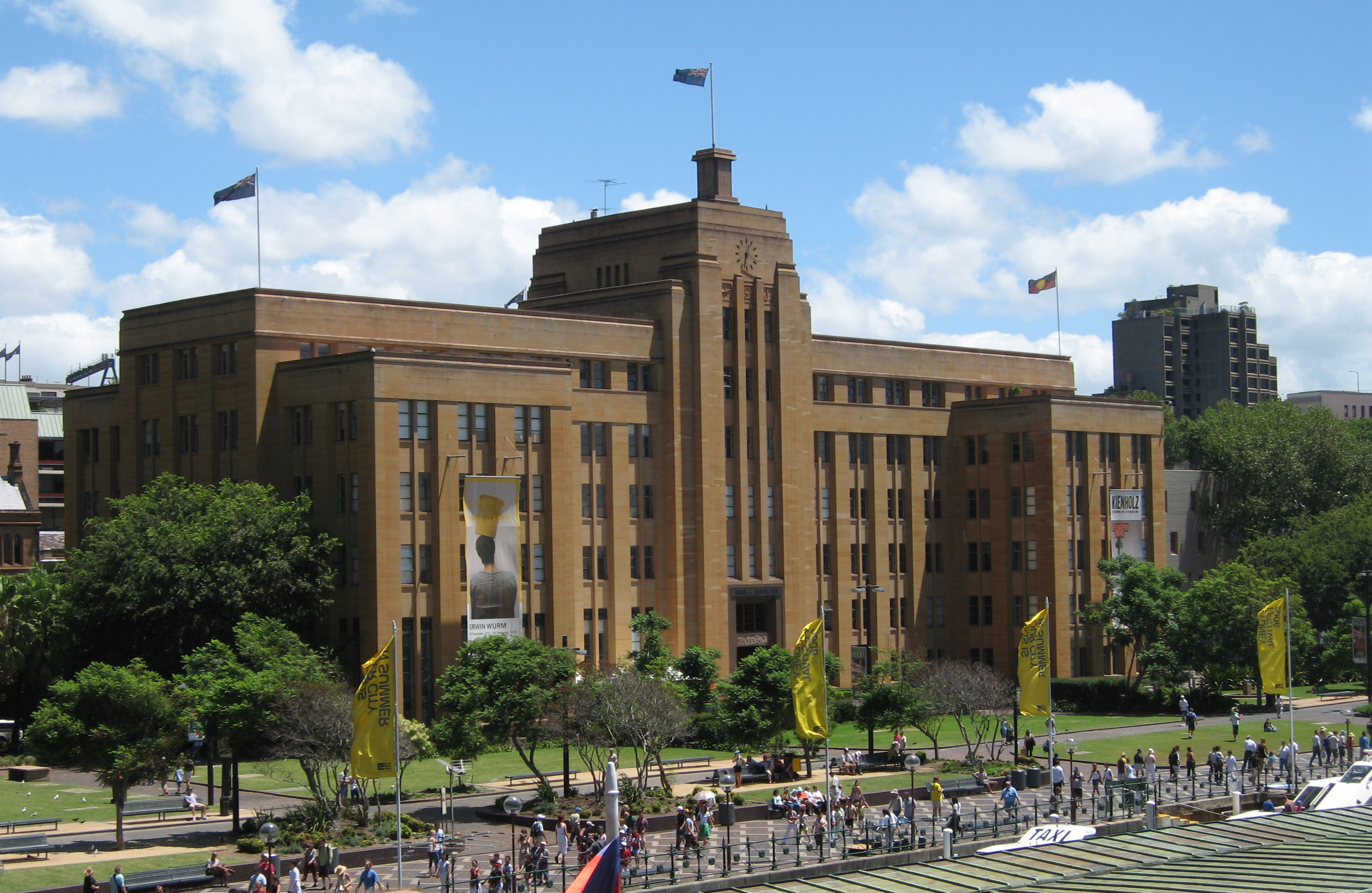
Museum of Contemporary Art

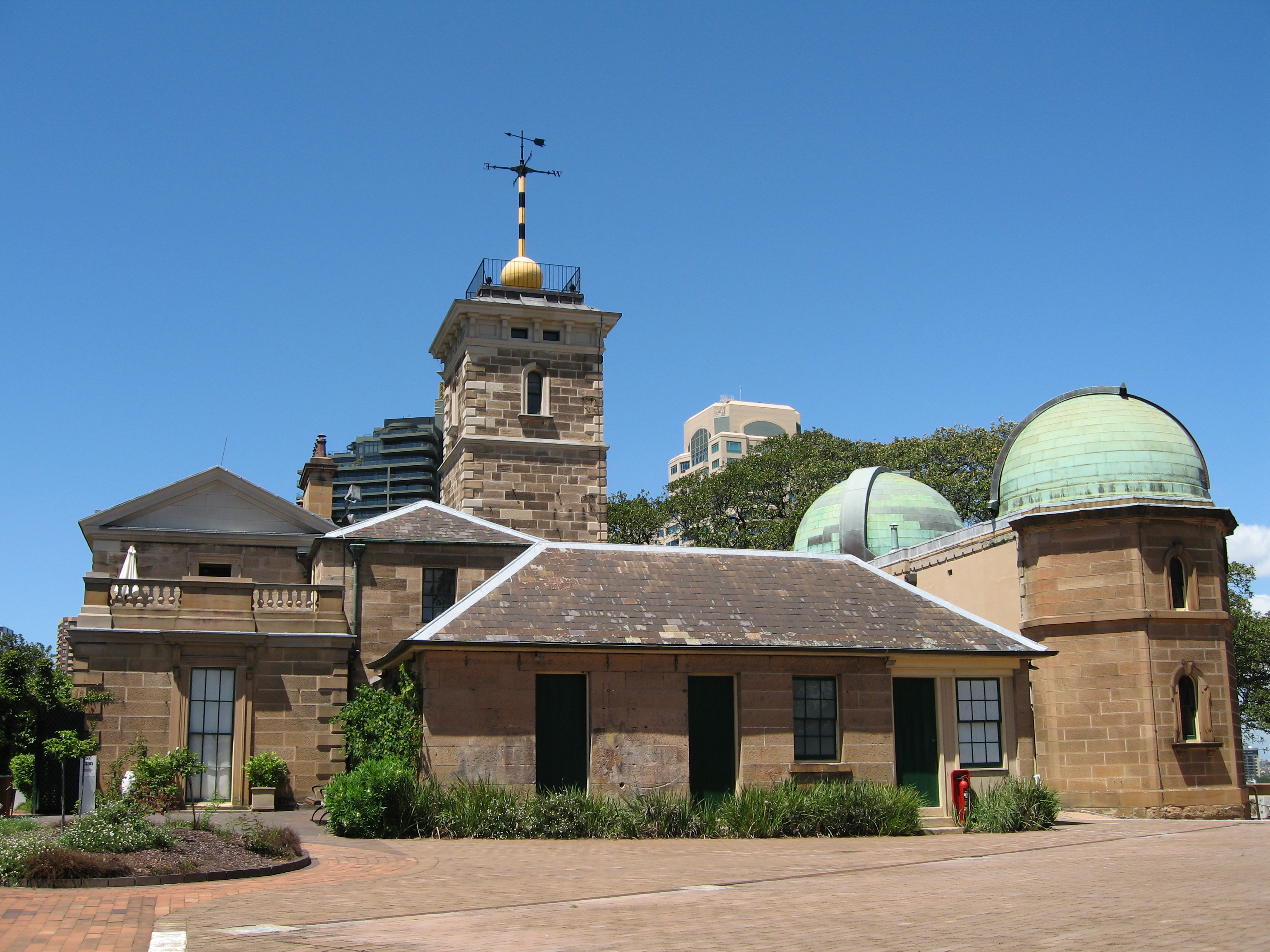
Sydney Observatory

Die Art Gallery of New South Wales, die staatliche Kunstgalerie, liegt am Westrand des Botanischen Gartens. In verschiedenen Flügeln hängen Kunstwerke von der Gotik bis zur Gegenwart. Dazu gehören unter anderem Sammlungen australischer Kunst aus dem 19. und 20. Jahrhundert sowie die 1994 eröffnete Ausstellung Yiribana. Dieses Wort aus der Sprache der Eora (Aborigines der Sydney-Region) bedeutet „in diese Richtung“. Yiribana wird als die größte permanente Ausstellung von Kunst der Aborigines und Torres-Strait-Insulaner in Australien bezeichnet.
Das Australian Museum an der William Street ist Australiens größtes Naturkundemuseum. Es zeigt eine Ausstellung über die Kultur der Aborigines und die Bewohner der pazifischen Inseln.
An der Ecke von Bridge Street und Philipp Street informieren Sammlungen und Multimediashows im 1995 eröffneten Museum of Sydney über die Frühgeschichte der Stadt und die Kolonie New South Wales.
Am Nordende des gegenüberliegenden Hyde Park befindet sich am Eingang zur Macquarie Street die ehemalige Sträflingsunterkunft Hyde Park Barracks, jetzt ein sozialgeschichtliches Museum, und links die St. James Church – beide das Werk des Sträflingsarchitekten Francis Greenway (1777–1837), der fast alle Gebäude der damaligen Sträflingssiedlung entworfen hat. Die Dauerausstellung im Museum der Hyde Park Barracks mit dem Titel Convicts zeigt auf anschauliche Weise die Lebensumstände der Sträflinge in frühen Siedlungszeiten. Die dazugehörige Greenway Gallery beherbergt wechselnde Ausstellungen.

#### Circular Quay und The Rocks
Das renovierte Customs House in der Alfred Street verfügt über mehrere Ausstellungsflächen, unter anderem die Object Galleries. Der City Exhibition Space zeigt die Architektur Sydneys von der Gründung der Stadt bis in die Gegenwart. Die umfangreiche Aborigines-Ausstellung in der Djamu Gallery beherbergt auch Objekte aus Ländern des Südpazifik. An der Westseite von Sydney Cove befindet sich in der George Street das Museum of Contemporary Art (MCA). Die Sammlung umfasst internationale Kunst des 20. Jahrhunderts wie auch etliche traditionelle Aborigines-Werke.
Auf dem Hügel am Ende der Lower Street, dem Observatory Hill, stehen einige alte, von Sträflingen errichtete Sandsteingebäude. Das Observatory (Sternwarte) auf dem Hügel, 1858 in Betrieb genommen, beherbergt seit 1982 ein Astronomie-Museum. In dem ehemaligen Militärkrankenhaus weiter südlich hat sich ein Buchladen mit der Galerie des National Trust, der das historische Erbe verwaltet, etabliert. Dort erhalten Interessenten bekommt Informationen über historische Gebäude und Siedlungen in New South Wales.

#### Darling Harbour und Darlinghurst
An der Harris Street steht das Powerhouse Museum mit Ausstellungen zu verschiedenen Themen wie Technologie, Sozialgeschichte und Kunst. Die Exponate des National Maritime Museum an der Pyrmont Bridge zeigen die Geschichte und Gegenwart der Seefahrernation Australien.
Das frühere Jewish War Memorial Maccabean Institute („The Macc“) an der Ecke Darlington Road und Burton Street, ein Treffpunkt jüdischer Veteranen aus dem Ersten Weltkrieg, beherbergt das Sydney Jewish Museum. Es dokumentiert die Geschichte der Juden in Australien und den Holocaust. Außerhalb Australiens ist wenig bekannt, dass Australien nach dem Zweiten Weltkrieg – gemessen an der eigenen Einwohnerzahl – eine der weltweit größten Zahlen an Überlebenden des Holocaust aufnahm.

#### Chippendale
Gleich südlich der Central Station befindet sich die White Rabbit Gallery, ein Museum, das ausschließlich der chinesischen zeitgenössischen Kunst gewidmet ist und über vier Stockwerke alle sechs Monate wechselnde neue Ausstellungen zeigt. Daran angeschlossen ist auch das beliebte Chinese Tea House.

### Bauwerke

#### Sydney Harbour Bridge

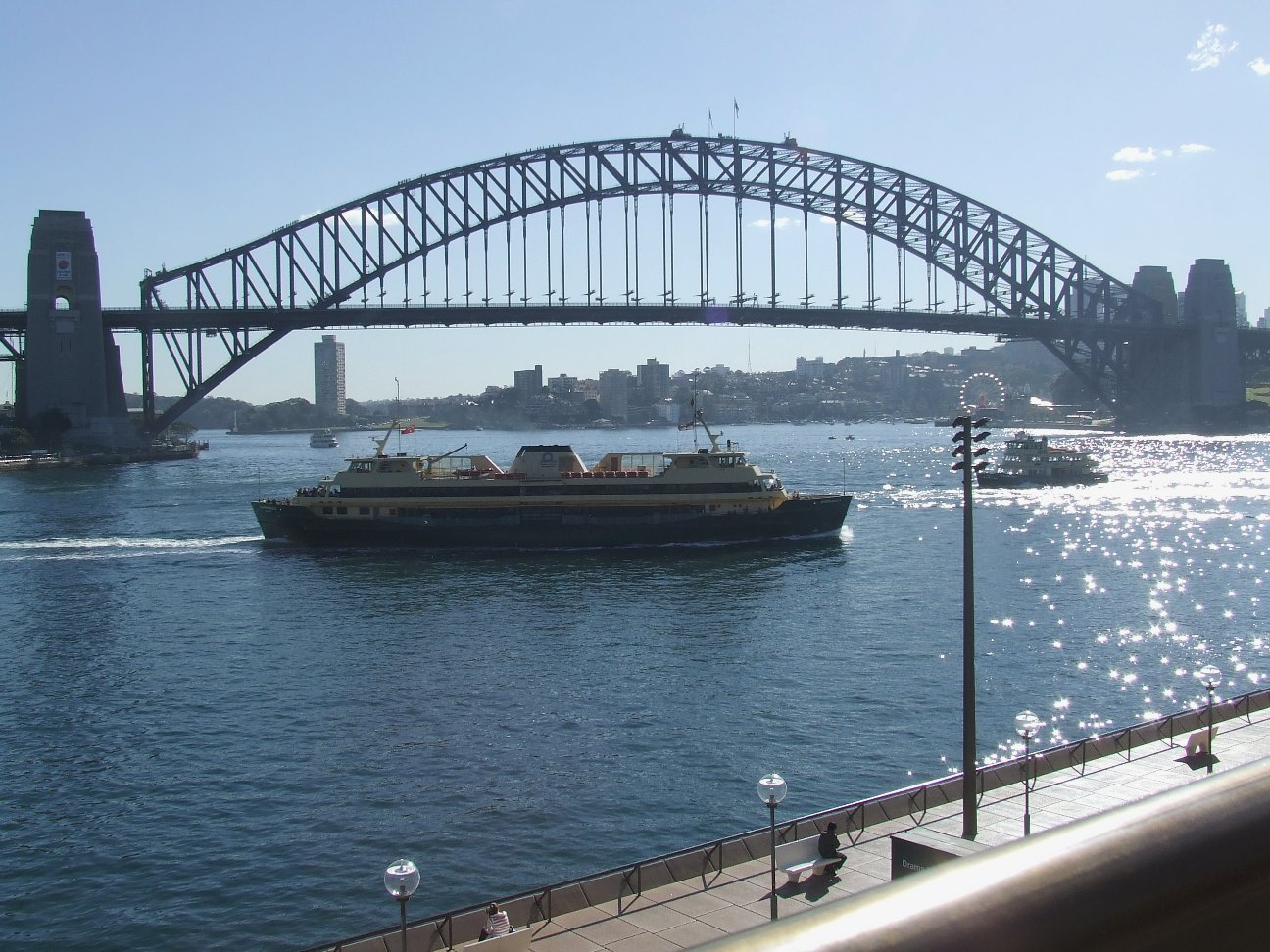
Sydney Harbour Bridge

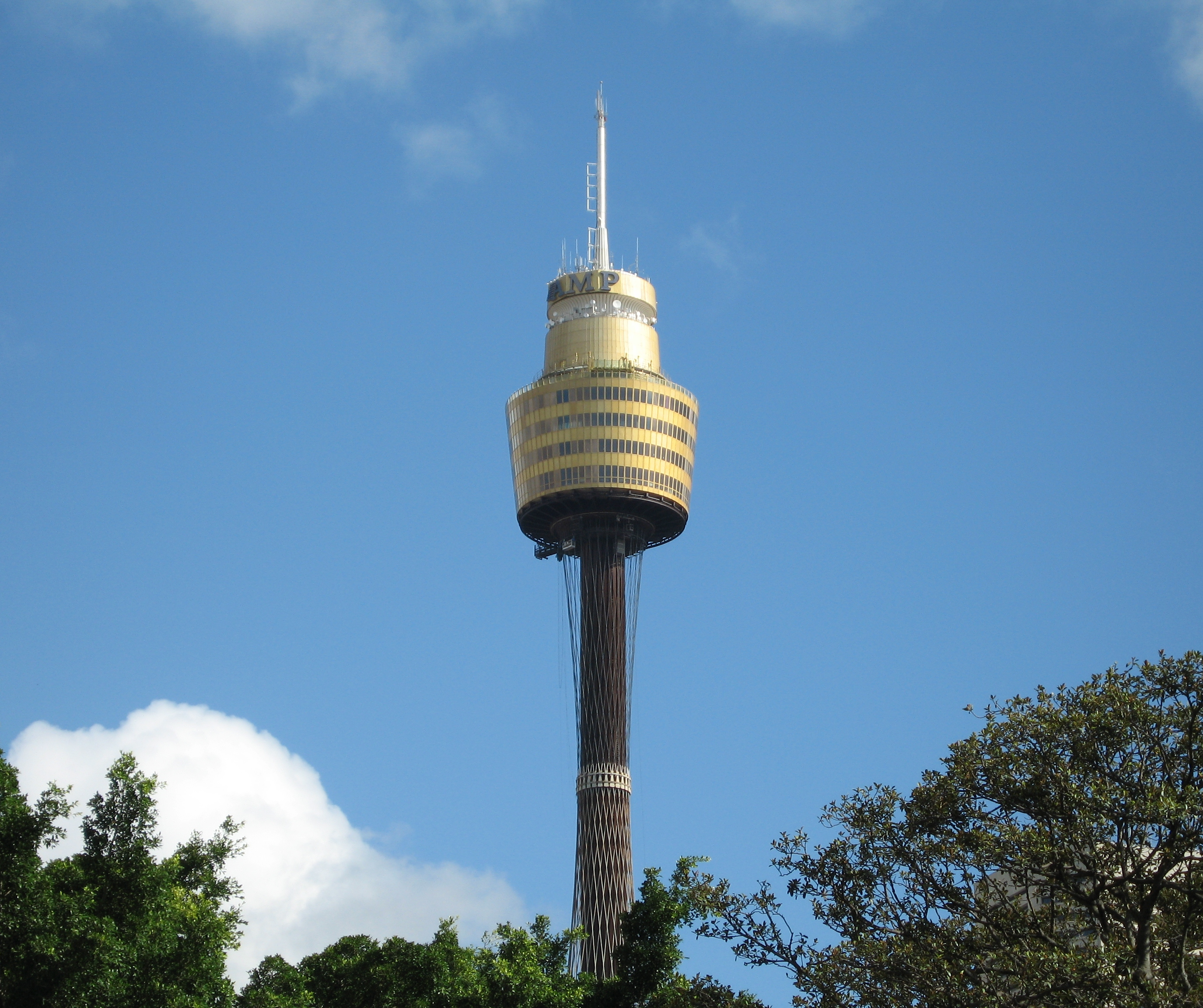
Sydney Tower

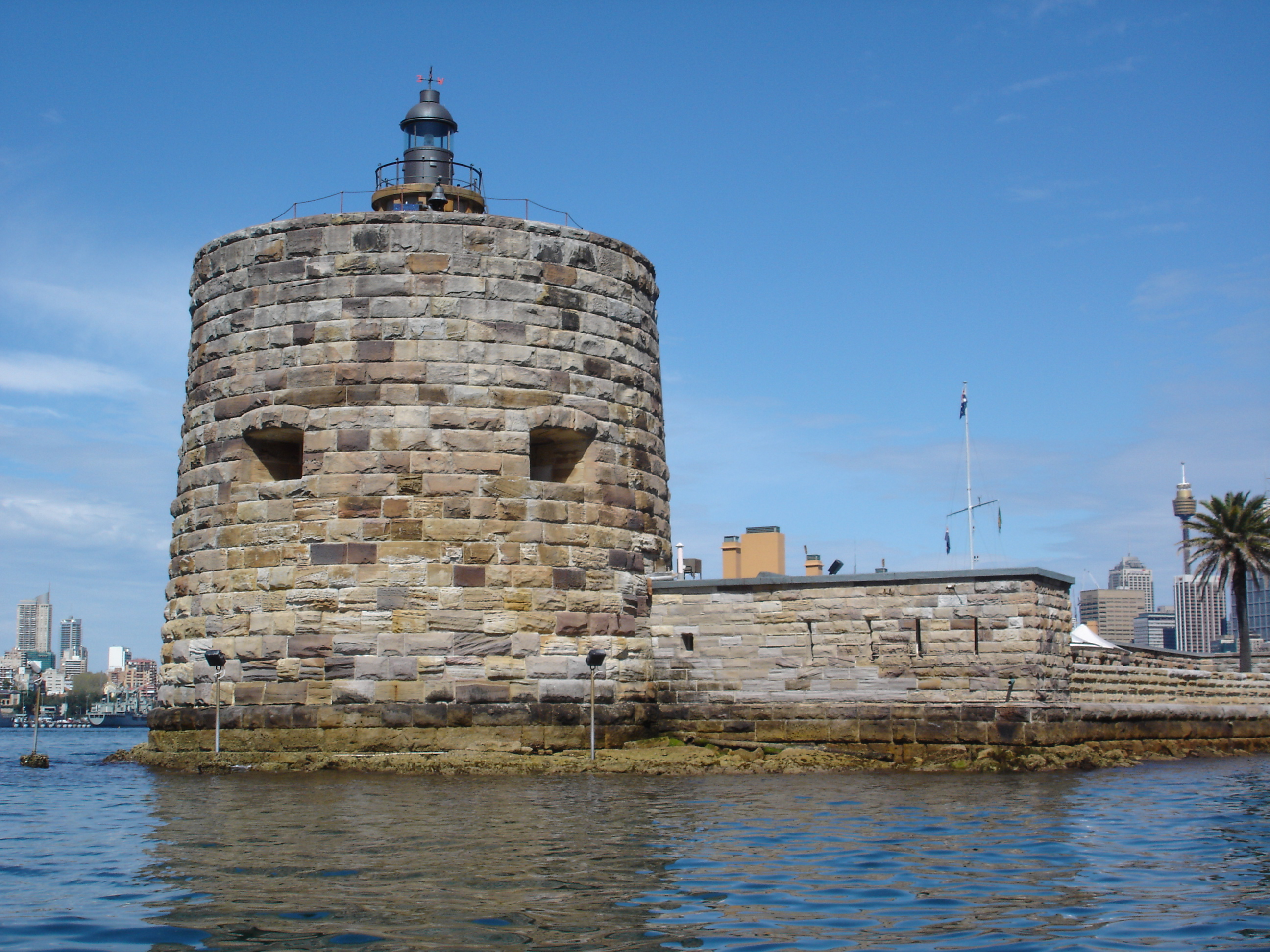
Fort Denison

Am 19. März 1932 wurde die Sydney Harbour Bridge eingeweiht. Die wegen ihrer markanten Form mit dem Spitznamen „Kleiderbügel“ (Coat hanger) bedachte Brücke zählt mit einer Spannweite von 503 Metern und einer Höhe von rund 135 Metern zu den weltweit längsten Bogenbrücken. Der Stahlbogen der Brücke (BridgeClimb) und der dem Opera House nächstgelegene Pylon mit Museum und Aussichtsplattform können bestiegen werden.

#### Sydney Tower
Der Sydney Tower bietet einen Überblick über die ganze Stadt. Er besitzt eine Besucherplattform und zwei Drehrestaurants. Grundsätzlich ist der Ausblick nur durch Glas möglich. Der Aufstieg ist nur nach ausführlicher Sicherheitskontrolle möglich. Der Turm ist 305 Meter hoch und schwankt maximal einen Meter.

#### Queen Victoria Building
Das Queen Victoria Building oder QVB ist ein viktorianisches Gebäude im Zentrum von Sydney. Die kunstvolle Architektur bildet einen Kontrast zu den kühlen modernen Bauten der Umgebung. Das QVB füllt einen ganzen Block zwischen George Street, Market Street, York Street und Druitt Street aus und ist 190 Meter lang und 30 Meter breit. In dem Gebäude sind zahlreiche Geschäfte zu finden; der Modeschöpfer Pierre Cardin bezeichnet das QVB aufgrund seiner Architektur und seiner Funktion als „das schönste Einkaufszentrum der Welt“.

#### Fort Denison
Auf einer kleinen Insel in der Hafenbucht liegt Fort Denison. Zunächst diente die Insel der frühen Sträflingskolonie als Gefängnis für Wiederholungstäter. Als während des Krimkrieges (1853–1856) in Australien alte Ängste vor einer russischen Invasion wieder auflebten, wurde auf der Insel ein Fort errichtet, das als Teil ausgedehnter Befestigungsanlagen im Port Jackson unerwünschte Eindringlinge abwehren sollte.

#### Cadman's Cottage
Cadman's Cottage in der Georg Street gehört zu den ältesten Gebäuden in Australien. Das Gebäude aus Sandstein wurde 1816 direkt am Wasser erbaut. Im Haus befanden sich früher die Diensträume des Water Police Headquarters (1845–1864) und des Sydney Sailors' Home Trust (1865–1970). Es ist das älteste noch erhaltene Gebäude in Sydney und wurde nach John Cadman (1772–1848) benannt, der dort von 1826 bis 1845 als Hafenmeister lebte. Das Haus steht heute auf Grund von Landgewinnungsmaßnahmen deutlich vom Ufer entfernt und beherbergt den National Park and Wildlife Service.

#### Kirribilli House
Das Kirribilli House in Sydneys Stadtteil Kirribilli dient als Wohnhaus der Premierminister Australiens, sofern diese sich anlässlich offizieller Verpflichtungen in Sydney aufhalten. Es wurde im Jahre 1855 von Adolphus Frederic Feez im Stil der Neugotik erbaut. Es liegt direkt am Kirribilli Point, dem äußersten südöstlichen Punkt Kirribillis, direkt neben dem Admiralty House. Von dort sind die Hafenbrücke, das gegenüberliegende Opernhaus sowie das dahinterliegende Stadtzentrum Sydneys zu sehen.

#### Gotteshäuser
Die Hillsong Church ist die größte Kirche im Raum Sydney. Sie wurde im August 1983 in Hills District gegründet und erbaute im Oktober 2002, in den Baulkham Hills, das Hillsong Convention Centre. Dieses als Kirchengebäude benutzte Stadion fasst 3.500 Personen. Darin finden jeden Sonntag mehrere Gottesdienste statt. Seit dem August 2008 gibt es nahe der Innenstadt von Sydney, in Waterloo, einen zweiten Hillsong-Standort. Nach eigenen Angaben wird die Kirche wöchentlich von mehr als 20.000 Gläubigen besucht.
Zur römisch-katholischen Kirche gehört die Saint Mary’s Cathedral, die deutschsprachige Gemeinde in Sydney ist seit 1972 in der 1885 erbauten St.-Christophorus-Kirche zuhause. Des Weiteren sind die oben genannten Anglikanischen Kirchen St. James Church und St. Andrews zu nennen. Darüber hinaus gibt es die Martin-Luther-Kirche in der Goulburne Street, die Große Synagoge von Sydney und zahlreiche weitere Kirchengebäude.

### Parks

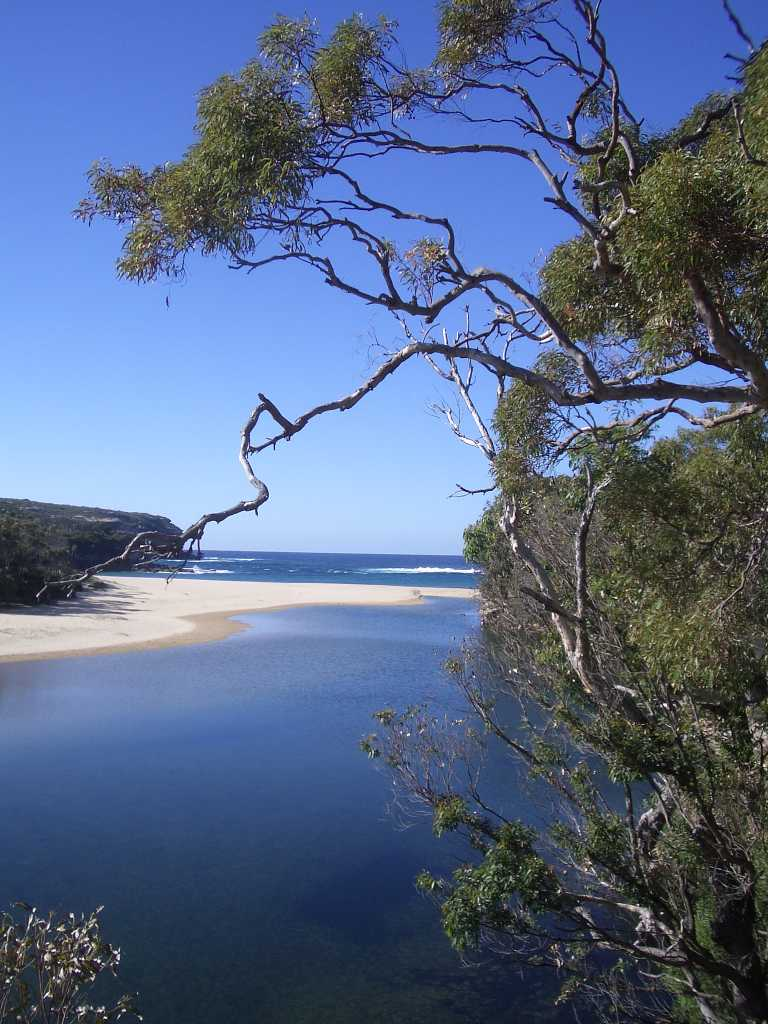
Winter am Wattamolla Strand im Royal National Park

Der 1816 eröffnete Royal Botanic Gardens ist der größte von drei botanischen Gärten der Stadt. Er überblickt die Farm Cove und liegt direkt östlich vom Sydney Opera House und dem Circular Quay. Am Südende ist er durch den Cahill Expressway begrenzt. Seine Fläche beträgt über 30 Hektar. 1862 wurde der erste Zoo von Sydney mitten im botanischen Garten eröffnet. Seit 1959 trägt der Garten den Zusatz 'Royal'. Ab 1965 wurden viele Teile des Gartens neu gestaltet und erweitert, so beispielsweise das tropische Gewächshaus, der Rosengarten, der orientalische Garten, der Farngarten und viele mehr.
Südlich von Paddington und Woollahra erstreckt sich das weitläufige Parkgelände von Moore Park und Centennial Park. Der zur 100-Jahr-Feier 1888 den Bürgern von Sydney übergebene Centennial Park ist wie ein englischer Landpark angelegt. Durch Parkanlagen mit Rasen, Rosengarten und Teichen führen Geh- und Radwege, Reit- und Joggingpfade. Entlang der Clovelly Road werden Fahrräder, Rollerblades und Familienkutschen verliehen. Im Sommer zeigt das Moonlight Cinema von November bis Februar Filme unter freiem Himmel.
In der Millionenstadt Sydney und deren Umgebung befinden sich zahlreiche kleine und große Nationalparks, die einen Grüngürtel in circa 30 Kilometer Entfernung vom Stadtzentrum bilden. Der an der Hafeneinfahrt liegende Sydney-Harbour-Nationalpark erstreckt sich über beide Ufer und ist im Norden von Manly her und im Süden von Watsons Bay her zugänglich. Manly und Watsons Bay sind mit der Fähre vom Circular Quay erreichbar. Vom Südteil ist ein vor allem bei Sonnenuntergang eindrucksvoller Blick auf die Skyline der Stadt möglich.

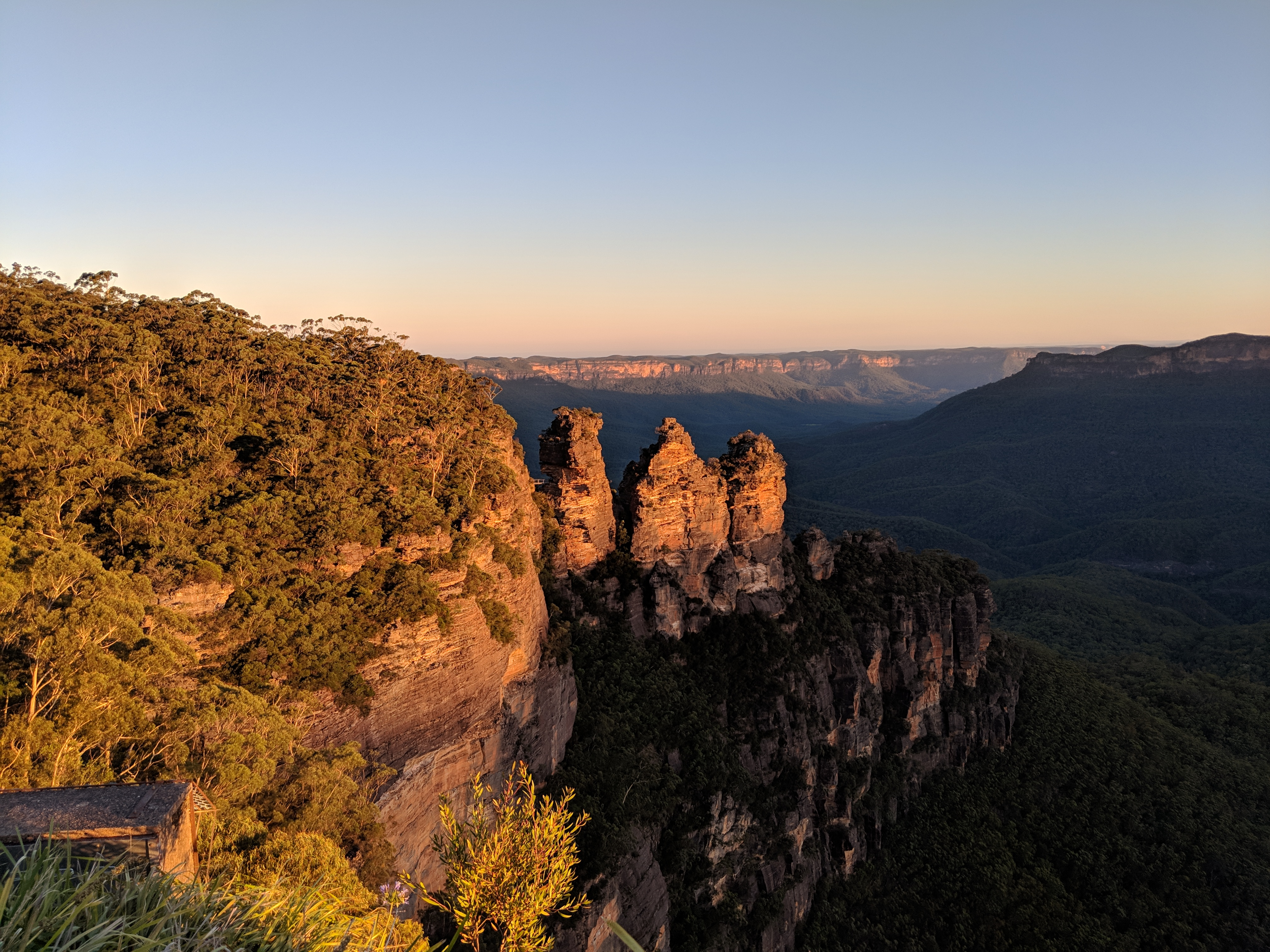
Die Three Sisters im Blue-Mountains-Nationalpark

In ähnlicher Lage befindet sich der Botany-Bay-Nationalpark an der Einfahrt zur Botany Bay, an dessen Südende James Cook als erster Europäer australischen Boden betrat. Eine wilde Steilküste bietet sich hier dem Wanderer dar. Besonders erwähnenswert sind der zweitälteste Park der Welt, der Royal-Nationalpark im Süden und der Ku-ring-gai-Chase-Nationalpark im Norden sowie das Gebiet der Blue Mountains im Westen, die zahlreiche Tagesausflüge in oft unberührte Natur ermöglichen.
Die Blue Mountains, circa 50 Kilometer westlich der City, sind mit Bus und Bahn leicht zu erreichen und am ehesten dazu angetan, dem Besucher einen Begriff von der Weite, Größe und oft noch vorhandenen Unberührtheit des australischen Kontinents zu vermitteln. Die Felsformation Three Sisters in Katoomba ist ein beliebter Ausgangspunkt für Ausflüge.
Berühmt geworden ist die Wollemie (Wollemia nobilis), eine urtümliche Koniferenart, die nur hier vorkommt und deren Entdeckung im Jahr 1994 als einer der wichtigsten botanischen Funde des 20. Jahrhunderts gilt. Das Greater Blue Mountains Area umfasst sieben Nationalparks. Es wurde im Dezember 2000 von der UNESCO zum Weltnaturerbe erklärt.

## Sport und Freizeit

### Erholung

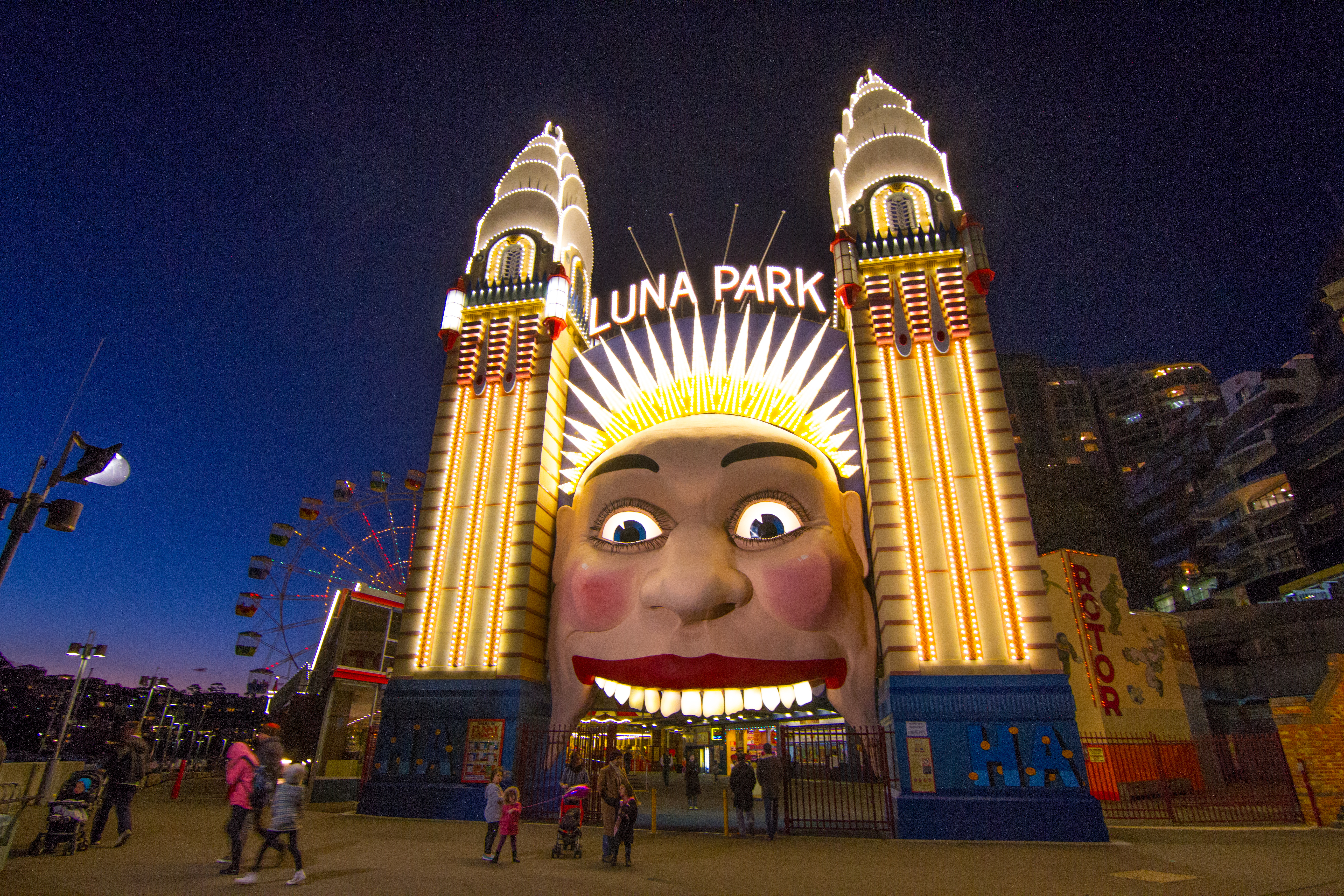
Luna Park

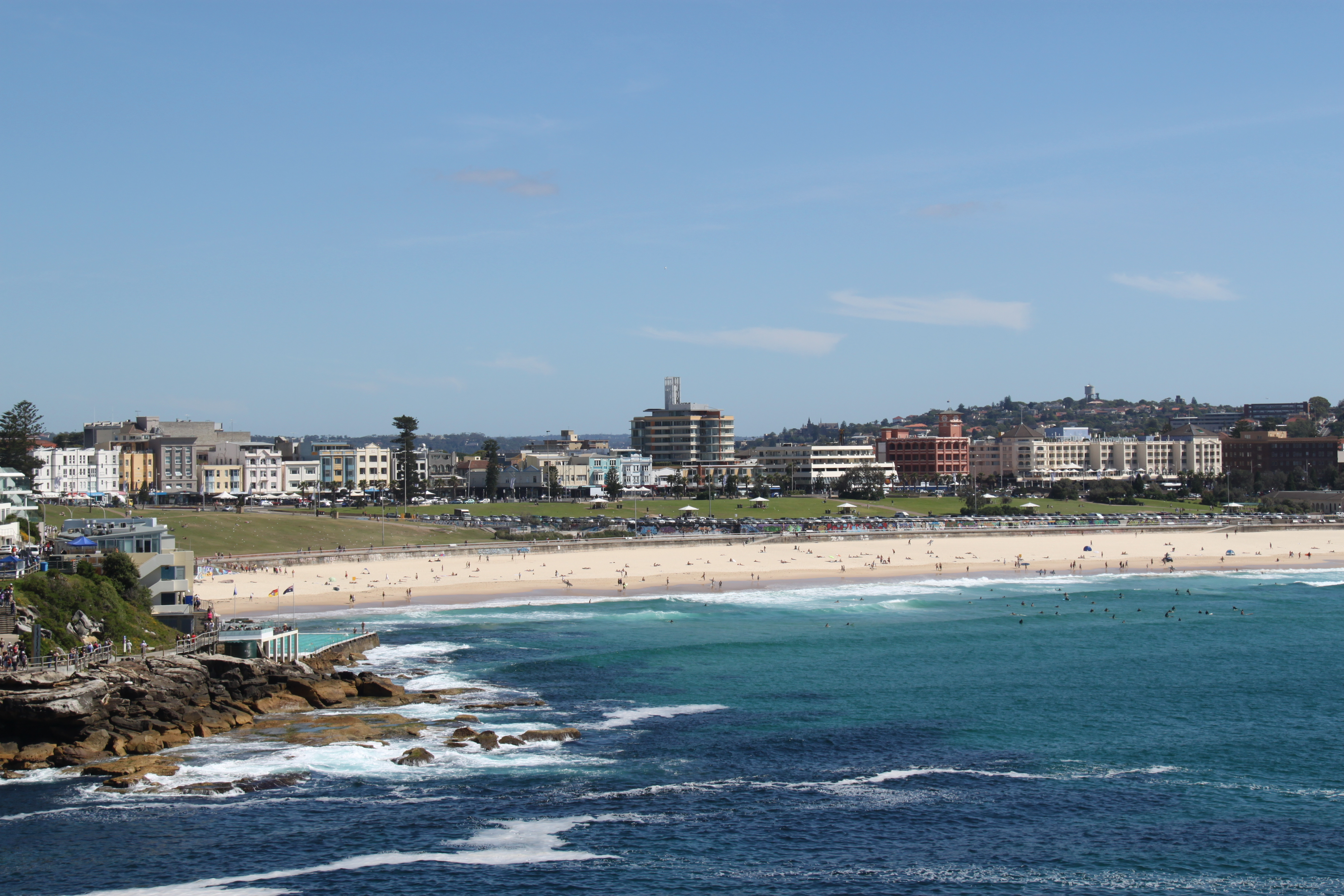
Bondi Beach, 2009

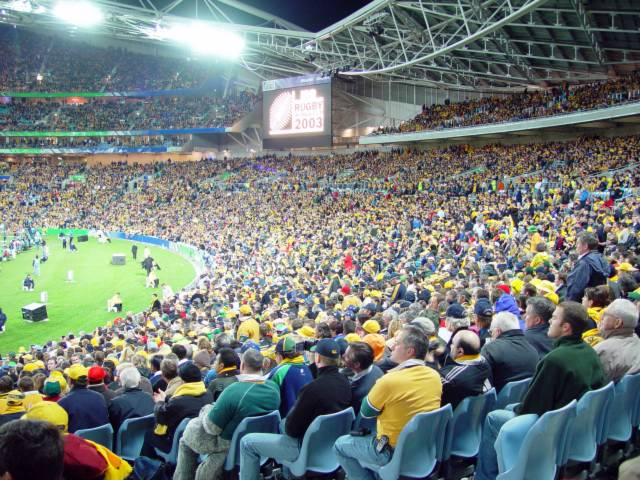
Zuschauer bei der Rugby-Weltmeisterschaft 2003 im Telstra Stadium

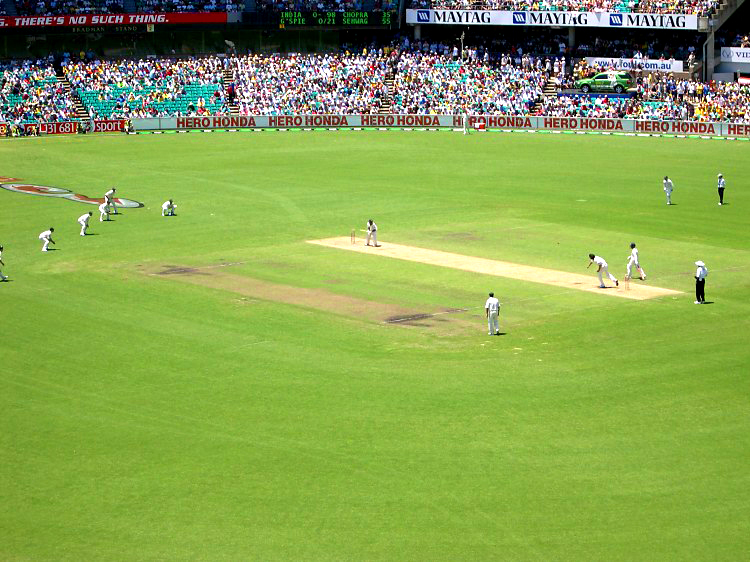
Sydney Cricket Ground

Am Ostufer der Lavender Bay befindet sich der 1935 eröffnete Luna Park. Das Freizeitzentrum wird wegen Protesten der Anwohner über den Lärm der Achterbahn nur zu besonderen Anlässen und Festtagen am Wochenende geöffnet.
Besonders bei Surfern und Touristen beliebt sind Sydneys zahlreiche Strände, allen voran Bondi Beach. Von dort führt der Bondi-Coogee Beachwalk abwechselnd über steile Klippen und mehrere Strände entlang nach Tamarama Beach, Bronte Beach, Clovelly Beach und schließlich Coogee Beach.
Darüber hinaus verfügt Sydney noch über zahlreiche weitere Strände, welche mit Ausnahme von Manly Beach hauptsächlich von Einheimischen genutzt werden. Die Sicherheit wird oft von Rettungssportclubs übernommen, die darüber hinaus auch andere Strandsportaktivitäten wie Nippers und Surf Carnevals organisieren.
Erwähnenswert ist die Freiluft-Skulpturenausstellung Sculpture by the Sea (Skulpturen am Meer) an den Stränden von Sydney, die seit 1997 von der Stadt veranstaltet wird. Künstler aus aller Welt zeigen ihre fantasiereichen Werke, von denen es rund 100 zu sehen gibt.
In Homebush Bay, einem Vorort von Sydney, liegt der 640 Hektar große Sydney Olympic Park. Das Areal mit seinen Sportstätten bildete das geographische Zentrum der Olympischen Sommerspiele 2000 und der darauf folgenden Sommer-Paralympics 2000. Heute dient der Park als Naherholungsgebiet und Veranstaltungsort von größeren sportlichen und kulturellen Ereignissen. Daneben siedelten sich auch Unternehmen mit Bürogebäuden an.

### Sport
Zu den beliebtesten Sportarten in Sydney zählen zwei Varianten des Rugby: Rugby League sowie Rugby Union. Sydney ist Sitz der Australian Rugby League und Heimat von 8 der 16 Mannschaften der National Rugby League (NRL): Sydney Roosters, South Sydney Rabbitohs, Parramatta Eels, Cronulla-Sutherland Sharks, Wests Tigers, Penrith Panthers, Canterbury-Bankstown Bulldogs und Manly-Warringah Sea Eagles.
Daneben spielt Australian Football eine bedeutende Rolle. Erfolgreich sind außerdem die Mannschaften im Cricket und Netball, aber auch im Rad- und Schwimmsport werden herausragende Leistungen erbracht. In den letzten Jahren gewinnt auch der Fußball an Begeisterung.
Der bekannteste und erfolgreichste Fußballverein der Stadt ist der Sydney FC. Er spielt in der höchsten australischen Fußball-Profiliga, der A-League Men. Im Jahr 2005 gewann die Mannschaft den OFC Champions Cup (vergleichbar mit der UEFA Champions League). 2006 errang dieses Team unter Leitung des Trainers Pierre Littbarski, dem Weltmeister von 1990, die Landesmeisterschaft. Heimspielstätte ist das 2022 eröffnete Allianz Stadium, der Neubau des vorherigen Heimstadions (1988–2018).
Das Sydney Football Stadium ist auch Heimstadion der Sydney Roosters (National Rugby League) und der New South Wales Waratahs (Super Rugby, Rugby Union). Weitere bekannte Mannschaften aus der Stadt sind: Sydney Swans (Australian Football League, AFL), Sydney Kings (National Basketball League, NBL), Sydney Uni Flames (Women’s National Basketball League, WNBL), Sydney Blues (Australian Baseball League) und die Sydney Swifts in Australiens Netball Commonwealth Bank Trophy sowie die New South Wales Blues (First-class cricket).
Im ANZ Stadium, einem 80.000 Zuschauer fassenden Mehrzweck-Stadion im Sydney Olympic Park, veranstaltet die National Rugby League ihr Finale. Daneben wird das Stadion von den Mannschaften Wests Tigers, Canterbury Bulldogs und South Sydney Rabbitohs als Austragungsort von Heimspielen genutzt. Auch die Spiele der Rugby League State of Origin zwischen den Staaten New South Wales und Queensland werden in diesem Stadion ausgetragen. Außerdem nutzt die Mannschaft Sydney Swans das Stadion als Austragungsort für einige ihrer Heimspiele in der Australian Football League.
Der Sydney Motorsport Park ist eine 3,93 Kilometer lange Rennstrecke mit elf Kurven in Eastern Creek. Sie wird vom Australian Racing Drivers Club betrieben. Seit 2005 gastiert der A1 Grand Prix hier. Die Rennserie findet zwischen September und April statt.
Sydney war Gastgeber der British Empire Games 1938 und unter anderem einer der Austragungsorte bei der Rugby-Union-Weltmeisterschaft 1987, dem Cricket World Cup 1992, der Rugby-Union-Weltmeisterschaft 2003, dem Cricket World Cup 2015 und dem T20 World Cup 2022.

### Regelmäßige Veranstaltungen
Frühling

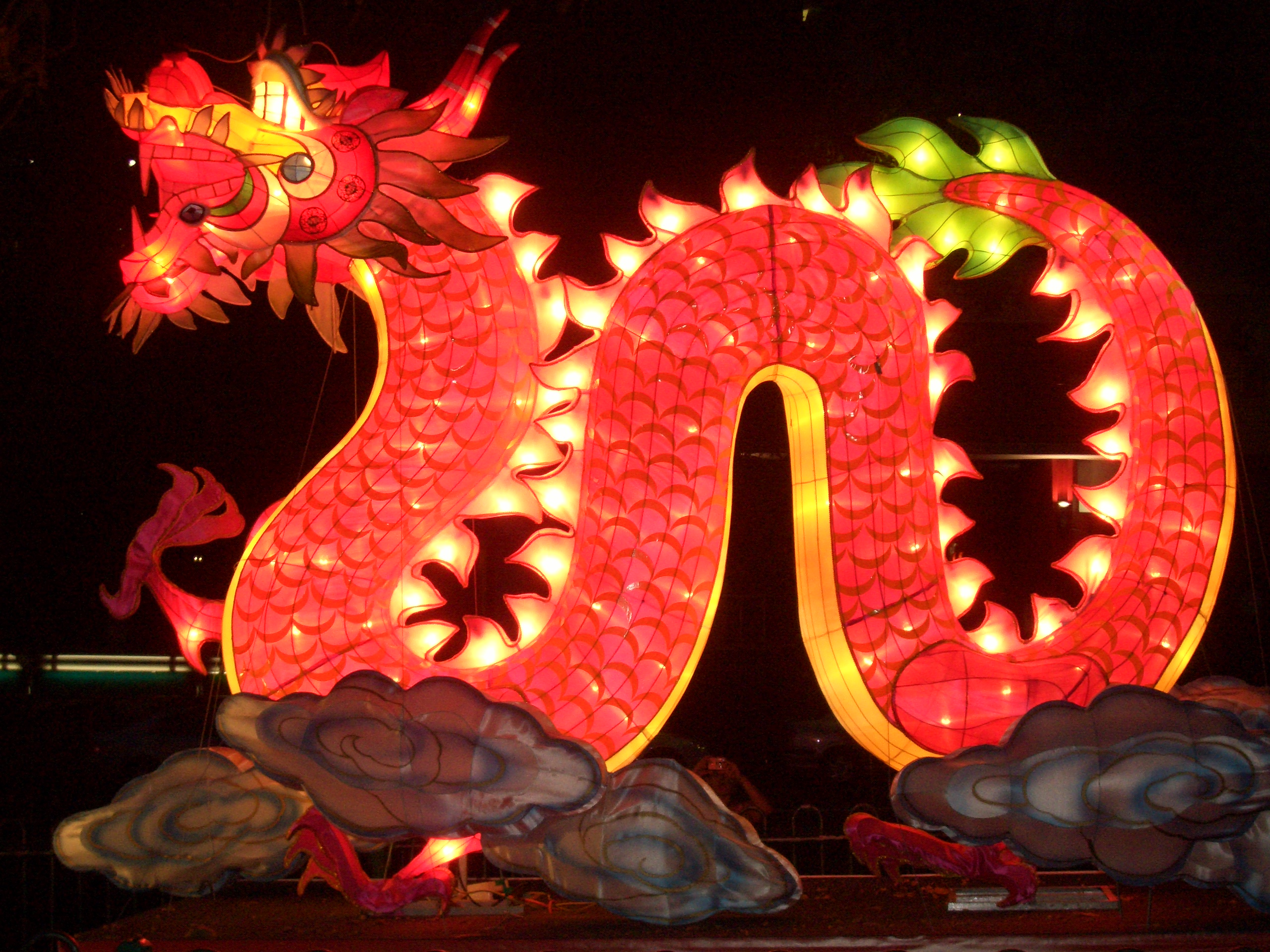
Drachen beim Chinesischen Neujahrsfest

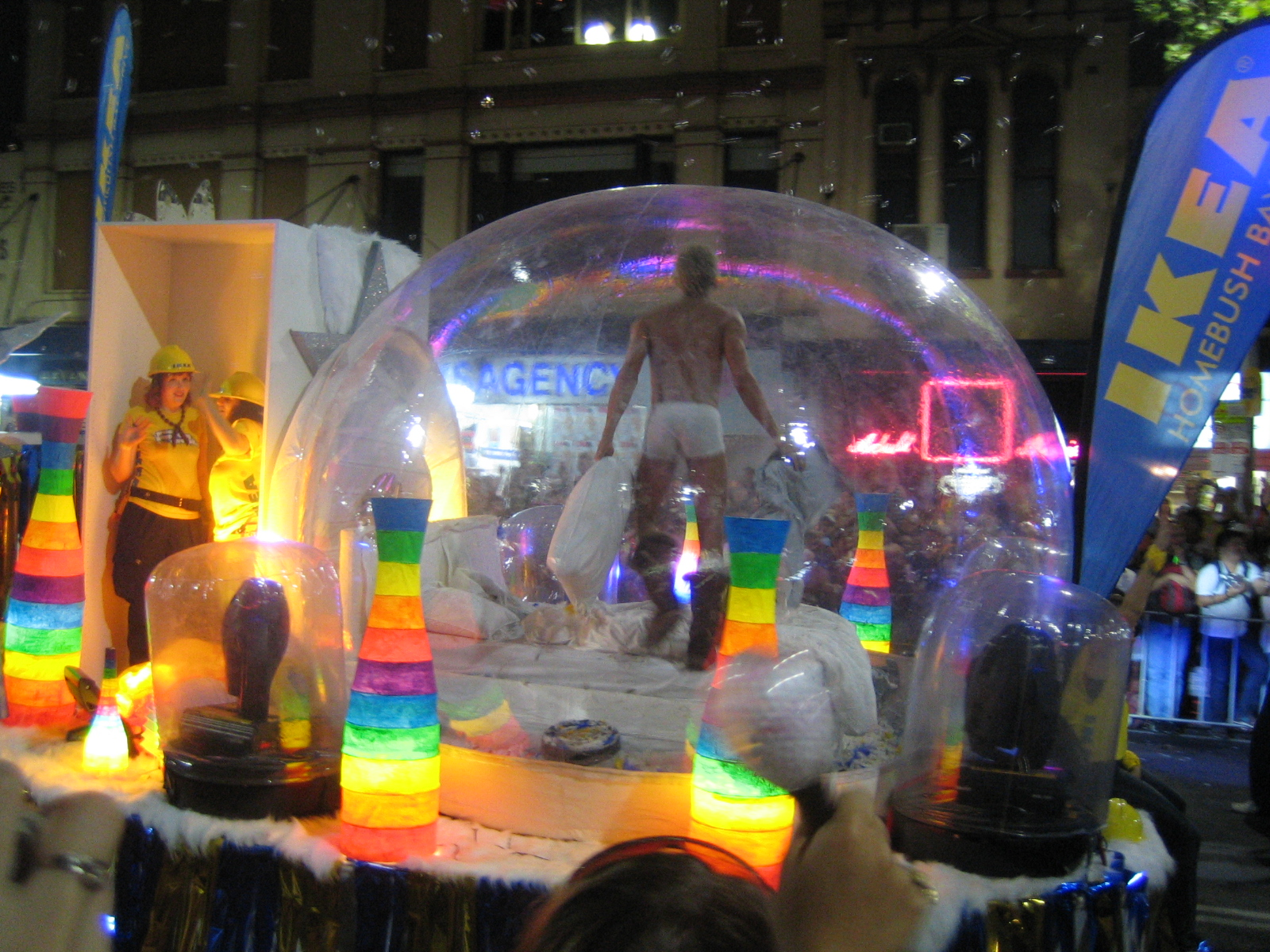
Mardi Gras 2006

Veranstaltungen im September sind das Festival of the Winds (Fest der Drachenflieger) in Bondi Beach und das Manly Arts Festival in der Manly Arts Gallery. Im Oktober findet in den Fox Studios der Sleaze Ball (Ball der Schwulen und Lesben) statt. Im November sind zeitgenössische Kunstinstallationen entlang der Küste von Bondi nach Tamarama und Modeschauen bei den Mercedes Australian Fashion Week Autumn/Winter in den Fox Studios zu sehen. Ebenso im November findet in Bondi seit 1996 die Ausstellung Sculpture by the Sea statt. Sie ist die weltgrößte Skulpturenausstellung, so zeigte sie im Jahr 2009 114 Werke internationaler Künstler.
Sommer
Jährlich am 26. Dezember wird die traditionelle Sydney-Hobart-Regatta ausgetragen. Die Segelregatta führt über 2000 Kilometer vom Hafen in Sydney bis nach Hobart, der Hauptstadt Tasmaniens. Die Silvesterfeier New Years Eve Party mit großem Feuerwerk wird am Hafen veranstaltet.
Die Opera House Party, eine Silvesterparty mit Maskenball, Abendessen und Tanz, findet im Sydney Opera House statt.
Veranstaltungen im Januar sind das Tanz- und Musikfest Field Day in The Domain, das Flickerfest, ein internationales Kurzfilmfest im Bondi Pavilion, das Sydney Festival mit Open-Air-Konzerten wie Symphony in the Domain, am 3. Samstag im Januar und Jazz in the Domain, am 2. Samstag im Januar und Freilufttheatern an verschiedenen Orten in der Stadt, sowie das Bacardi Latino Festival im Darling Harbour Aquashell.
Ebenfalls im Januar findet die Ausstellung „Camille Pissarro“ in der Art Gallery New South Wales statt. Das Tennisturnier Sydney International Tennis Open (ATP Sydney) wird im NSW Tennis Centre ausgetragen. Eine Parade und Drachenbootrennen im Hafen gibt es beim Chinesischen Neujahrsfest zu sehen. Es findet am zweiten Neumond nach der Wintersonnenwende, also zwischen dem 21. Januar und 21. Februar statt.
Jährlich am 26. Januar ist Australia Day. Die Feierlichkeiten an der Sydney Harbour Bridge finden anlässlich der Landung von Gouverneur Arthur Phillip (1738–1814) in Sydney Cove 1788 statt. Zu den zahlreichen Veranstaltungen gehören Paraden, Freiluftkonzerte, Oldtimershows, Modeschauen, Pferderennen und Rodeos. Außerdem gibt es eine Segelregatta im Hafen östlich von Clark Island und ein Jazz-Konzert auf dem Wasser in der Johnstons Bay sowie im Pyrmont Point Park. Die Feierlichkeiten enden mit einem großen Feuerwerk in Darling Harbour.
Das Sydney Gay and Lesbian Mardi Gras im Februar und März gilt als eines der weltweit größten Feste der Schwulen- und Lesbenszene. Zu den Höhepunkten gehören die Kostümparade durch die Oxford Street und eine nächtliche Party in den Fox Studios im Moore Park. Die Parade findet immer am 1. Samstag im März statt.
Jährlich im Februar finden auch das South American Festival im Bondi Pavilion und das Kurzfilmfestival Tropfest in The Domain in den Royal Botanic Gardens statt.
Herbst
Von Ende März bis Ende April findet am Darling Harbour das Griechische Festival statt. Die Royal Easter Show, eine Landwirtschaftsschau und Messe, findet im April im 'Sydney Showground and Exhibition Complex' im Sydney Olympic Park statt. Im Mai gibt es in den Fox Studios Modeschauen bei den Mercedes Australian Fashion Week Spring/Summer zu sehen.
Weitere Veranstaltungen im Mai sind der Sydney Morning Herald Halbmarathon in der Innenstadt und das Sydney Writers Festival, ein Literaturfestival mit Lesungen und Diskussionen an verschiedenen Orten der Stadt. Anfang Juni wird A Taste of Manly, ein kulinarisches Weinfest, in Manly veranstaltet. Das Sydney Film Festival im State Theatre beginnt Anfang Juni und dauert zwei Wochen. Es ist als internationales Filmfestival ohne Wettbewerb beim Filmproduzentenverband FIAPF akkreditiert.
Winter
Das Australische Internationale Musikfest gibt es Ende Juni/Anfang Juli an verschiedenen Orten der Stadt. Die Internationale Bootsausstellung findet jährlich Ende Juli/Anfang August im International Convention Centre statt. Im August wird der City To Surf ausgetragen. Der 14-Kilometer-Volkslauf führt von der Ecke College Street und Park Street durch die Stadt bis nach Bondi Beach.

### Gastronomie
Traditionell folgt die Küche Sydneys englischen Essgewohnheiten. Mit der zunehmenden Immigration nichtbritischer Bevölkerungsgruppen entwickelte sich aber eine der vielfältigsten Küchen der Welt. Vor allem Gerichte aus dem asiatischen Raum, aber auch der Griechen, Italiener und Libanesen beeinflussten die Bevölkerung. Meeresfrüchte stellen einen wichtigen Teil der Nahrung dar, bei Familienausflügen und -aktivitäten wird oft ein Barbecue veranstaltet.
Der Einfluss der australischen Urbevölkerung, der Aborigines, auf die lokale Küche ist dagegen bis heute kaum vorhanden; erst in den letzten Jahren wurden die traditionell genutzten Ressourcen für die regionale Küche wiederentdeckt und fließen als Bush-Tucker in diese ein.
Die Küche Sydneys bietet dem Gast eine Reihe an kulinarischen Spezialitäten. Besonders Fisch- und Meeresfrüchte wie Barramundi (Flussfisch), King Prawns (Riesenkrabben), Sydney Rock Oysters (Felsenaustern) und Yabbies (kleine Flusshummer) werden in zahlreichen Restaurants der Hafenstadt angeboten. Spezialitäten sind außerdem Macadamia-Nüsse und Rindfleisch-Gerichte. Ebenfalls auf den Speisekarten stehen Hühnchen, Schweinekoteletts und -rippchen sowie Ente und Wild. Das ganze Jahr über gibt es Obst, darunter Mangos, Papayas und Passionsfrüchte.

### Handel

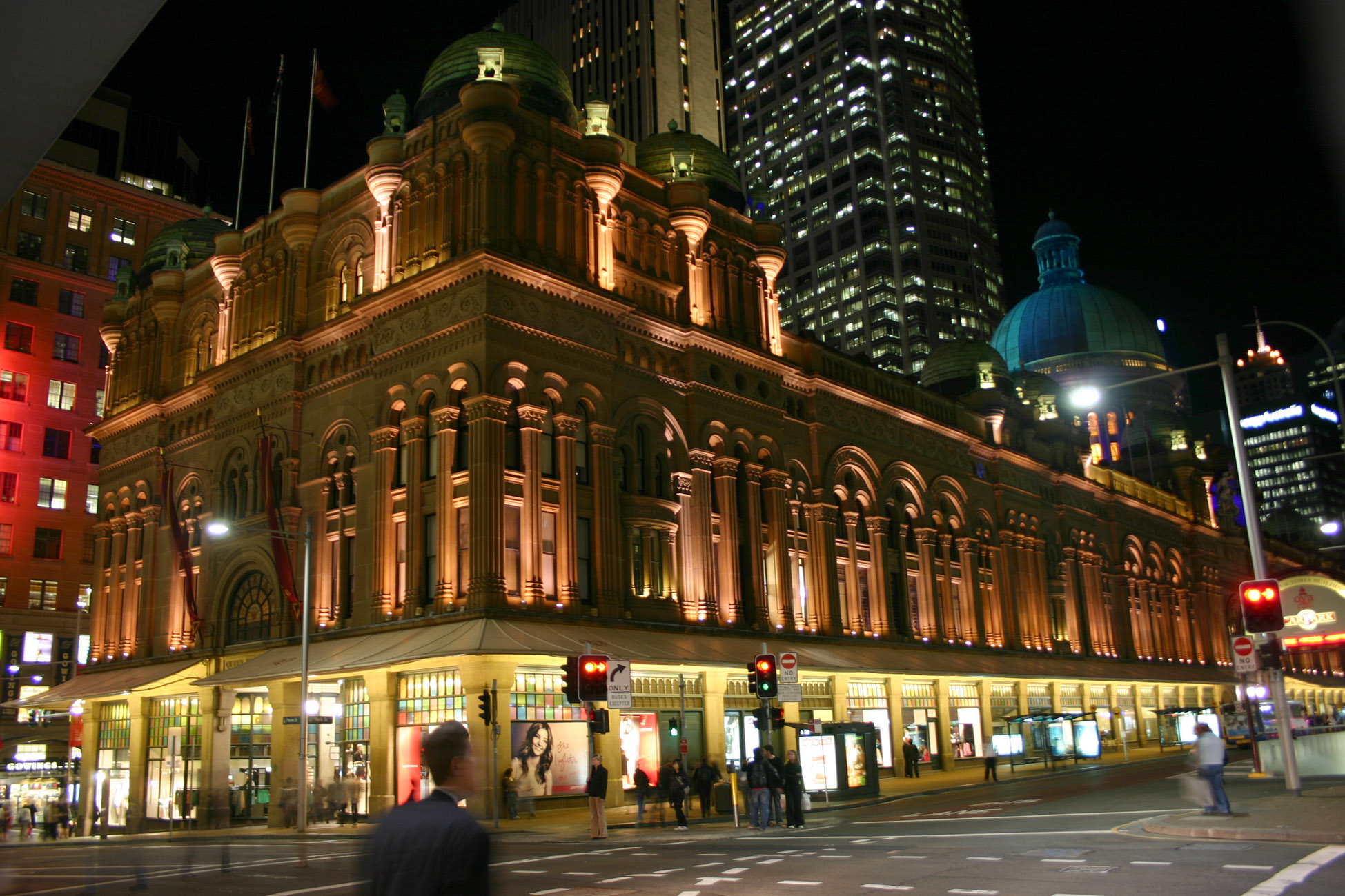
Queen Victoria Building

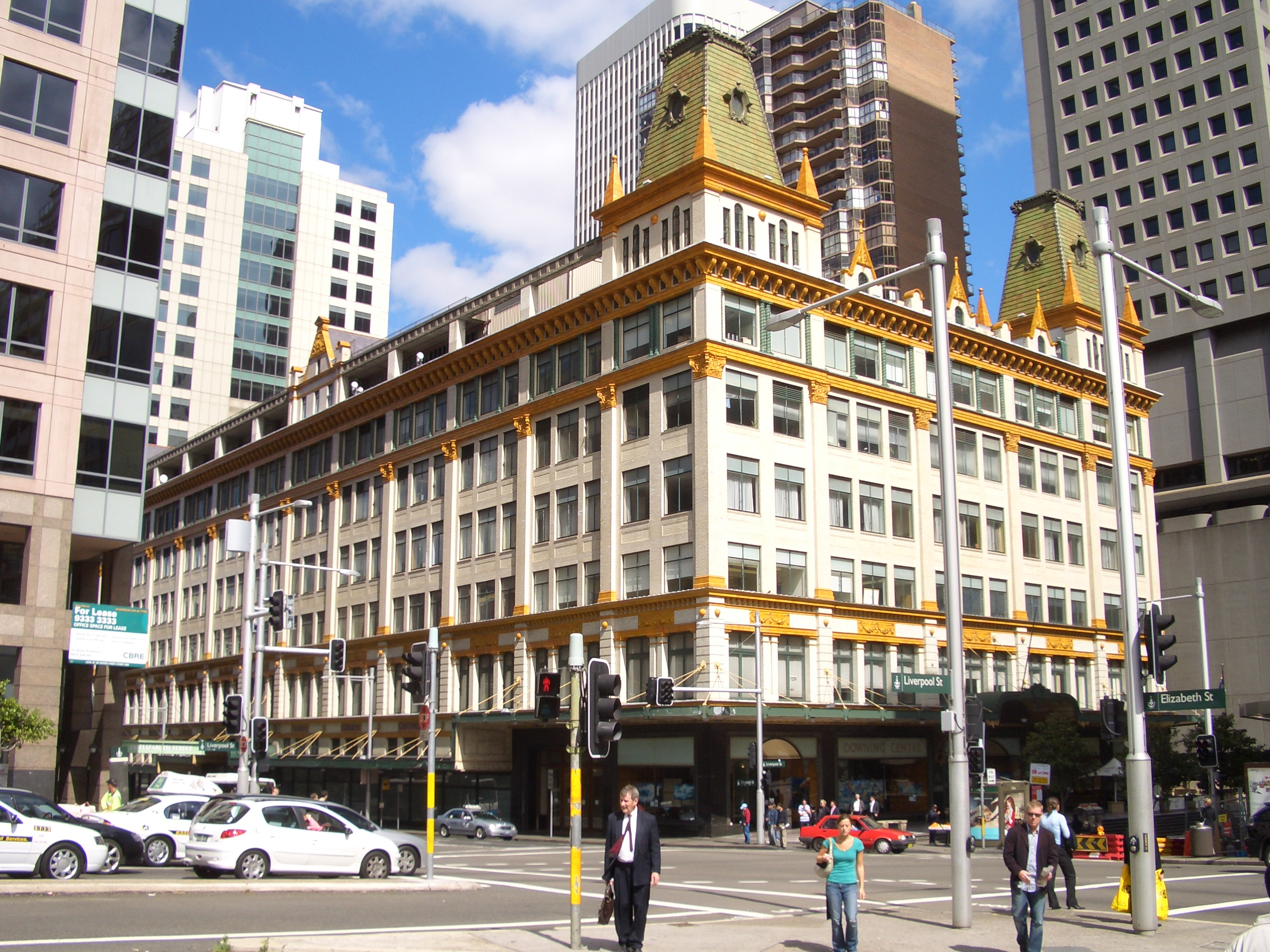
Mark Foy’s Department Store

Die Haupteinkaufszone im Rechteck zwischen Elizabeth, King, George und Park Street umfasst die Fußgängerzone Pitt St Mall und restaurierte Gebäude wie das Kaufhaus Queen Victoria Building. Die ehemalige Markthalle wurde prunkvoll renoviert und 1986 als Einkaufszentrum mit vielen Mode- und Antiquitätengeschäften wiedereröffnet. Myers in der George Street ist ein Warenhaus aus Glas und Edelstahl mit angeschlossenem Einkaufszentrum in Sydneys Stadtmitte.
Ebenfalls in der George Street steht die Einkaufspassage The Strand Arcade aus dem 19. Jahrhundert mit vielen Verzierungen und Glas. Das Einkaufszentrum Argyle Stores in der Argyle Street beherbergt zahlreiche kleine Boutiquen in einem Gebäude aus dem 19. Jahrhundert.
David Jones in der Elizabeth Street sowie Market Street, Ecke Castlereagh Street, ist Sydneys Traditionswarenhaus. Es besitzt eine große Auswahl an Kleidung mit einem ganzen Stockwerk internationaler und australischer Designermode.
Skygarden in der Castlereagh Street bietet auf sechs Stockwerken viele Modeläden. Neue angesagte australische Designer befinden sich im dritten Stock, weiter unten finden sich Cafés und Schmuck- sowie Opalgeschäfte. Ebenfalls in der Castlereagh Street steht das Mark Foy’s Department Store mit einem großen Angebot an Schuhen.
Bei Paddy's Markets, in einem Gebäudekomplex in der Hay Street, Ecke Thomas Street, südlich von Chinatown in der Nähe des Entertainment Centre, werden frisches Obst und Gemüse, Pflanzen, Kleidung und Souvenirs verkauft. Über Paddy's Markets liegt Market City mit zahlreichen Souvenir- und Textilgeschäften, Essensständen und Restaurants.
Der Sydney Fishmarket in der Bank Street grenzt an den Haymarket und Darling Harbour an. Die Markthalle versorgt Sydney täglich mit frischem Fisch und anderen Meeresfrüchten, die an mehreren Ständen zubereitet oder frisch angeboten werden. Von dort ist ein Ausblick auf die Fischerboote und die Anzac Bridge möglich. Auf dem Paddington Market in der Oxford Street bieten Kunsthandwerker, Hutmacher, junge Designer und Künstler ihre Produkte an.

## Wirtschaft und Infrastruktur

### Wirtschaft

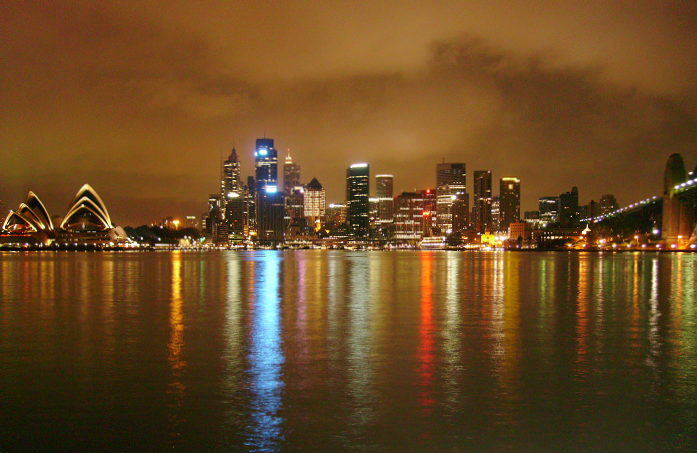
Sydneys Central Business District bei Nacht

Sydney ist Industrie-, Handels-, Finanz- und Transportzentrum. Mehr als die Hälfte der größten Konzerne Australiens haben hier ihren Hauptsitz, wie zum Beispiel die News Corporation, die im Besitz des australischen Medienmagnaten Rupert Murdoch ist. Rund 500 multinationale Unternehmen haben Geschäftsstellen in Sydney eröffnet. Die Metropolregion hat einen Anteil von etwa 25 Prozent am landesweiten Bruttoinlandsprodukt (BIP).
Die Stadt ist Sitz der Reserve Bank of Australia, der Westpac Banking Corporation und von 90 weiteren Banken. Die Australian Securities Exchange in Sydney ist die größte Börse in Australien. Sie wurde 1987 durch Zusammenschluss von sechs Börsen gegründet. Ein kleinerer Handelsplatz mit der Bezeichnung Sydney Stock Exchange hat ebenfalls seinen Sitz in der Hauptstadt. Die Sydney Futures Exchange ist eine der weltweit größten Börsen für den Handel mit Derivaten. Sie eröffnete 1962 als Wollterminbörse (Sydney Greasy Wool Futures Exchange) und erhielt 1972 ihren derzeitigen Namen. In einer Rangliste der wichtigsten Finanzzentren weltweit belegt Sydney den 9. Platz (Stand: 2018).
In Fabriken des Districts werden unter anderem Autos, elektronische Geräte, Maschinen, Metallwaren, Nahrungsmittel, Erdölprodukte und Textilien hergestellt. Der Tourismus spielt eine wichtige Rolle in der Wirtschaft Sydneys. So besuchten die Stadt im Jahre 2007 7,506 Millionen inländische und 2,695 Millionen ausländische Gäste. 2016 stand Sydney mit 3,8 Millionen ausländischen Besuchern auf Platz 35 der meistbesuchten Städte weltweit. Touristen brachten im selben Jahr Einnahmen von 6,4 Milliarden US-Dollar. Die meisten ausländischen Besucher kamen aus den Asien und den USA.

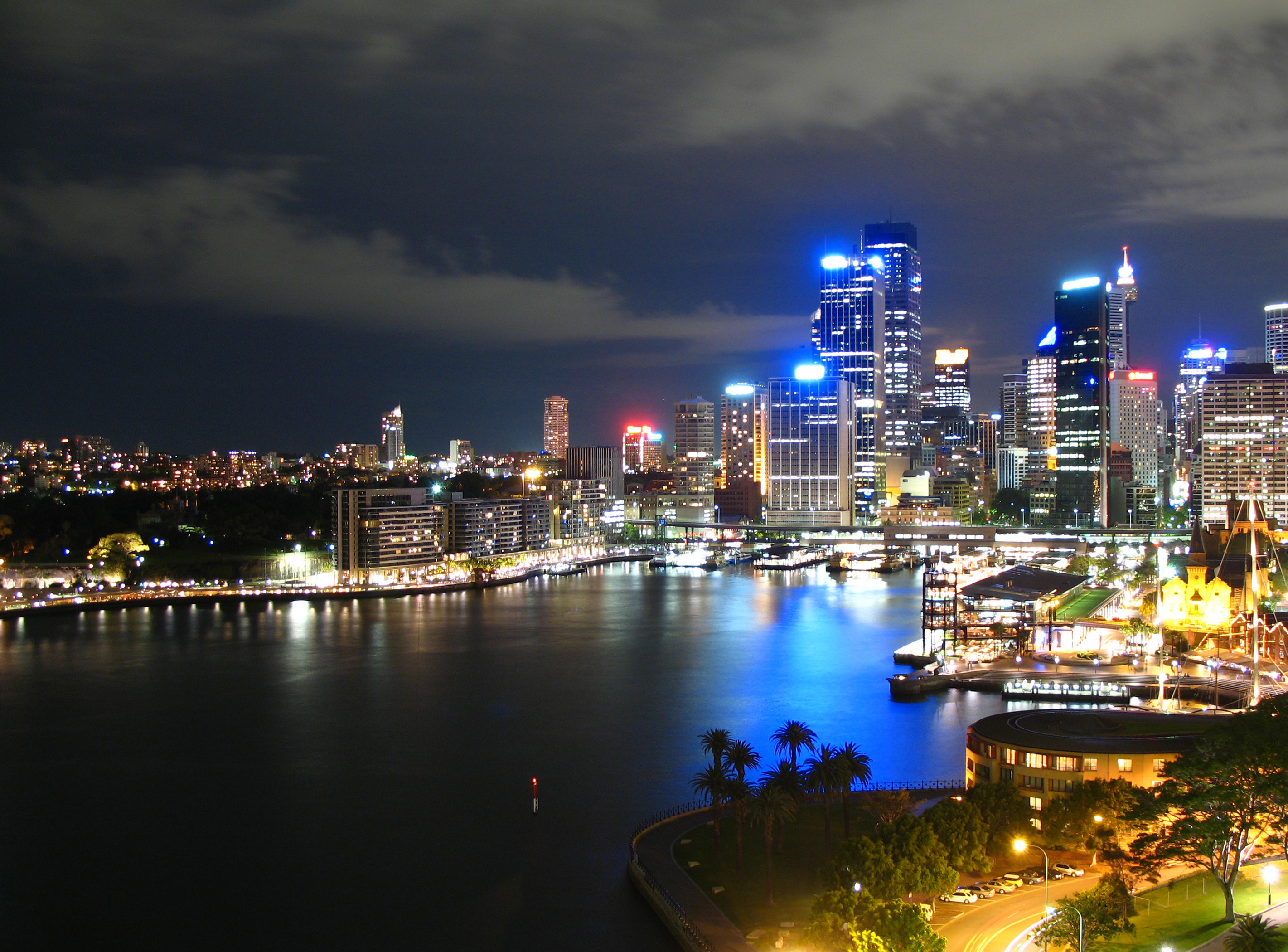
Blick auf den Hafen Sydneys von der Harbourbridge

Der Hafen Sydneys besitzt moderne Anlagen für Containerschiffe. Der größte Teil des australischen Außenhandels wird über die Stadt abgewickelt. Fleisch, Weizen und Wolle sind die wichtigsten Exportprodukte.
Die Wirtschaft wurde in den letzten Jahren zunehmend dereguliert und privatisiert. Nach einem schweren Wirtschaftseinbruch in den Jahren 1982 und 1983 erholte sich Sydneys Wirtschaft rasch und weist seit 1994 mit durchschnittlich mehr als fünf Prozent pro Jahr ein hohes Wirtschaftswachstum auf – das sind ein Prozent über dem australischen Durchschnitt. Die Wettbewerbsfähigkeit der Unternehmen stieg, und die Arbeitslosigkeit ging in der Metropolregion von über 10,0 Prozent im Jahre 1983 auf 4,4 Prozent Ende 2007 zurück. Im Juni 2011 lag die Arbeitslosenquote bei 5,0 Prozent (Australien 4,9 Prozent, New South Wales 5,1 Prozent). Die regionale Verteilung war dabei sehr unterschiedlich. So hatte Central Northern Sydney mit 3,2 Prozent die niedrigste Quote, Canterbury-Bankstown mit 7,7 Prozent die höchste. In Inner City betrug die Quote 5,3 Prozent.

### Verkehr

#### Fernverkehr

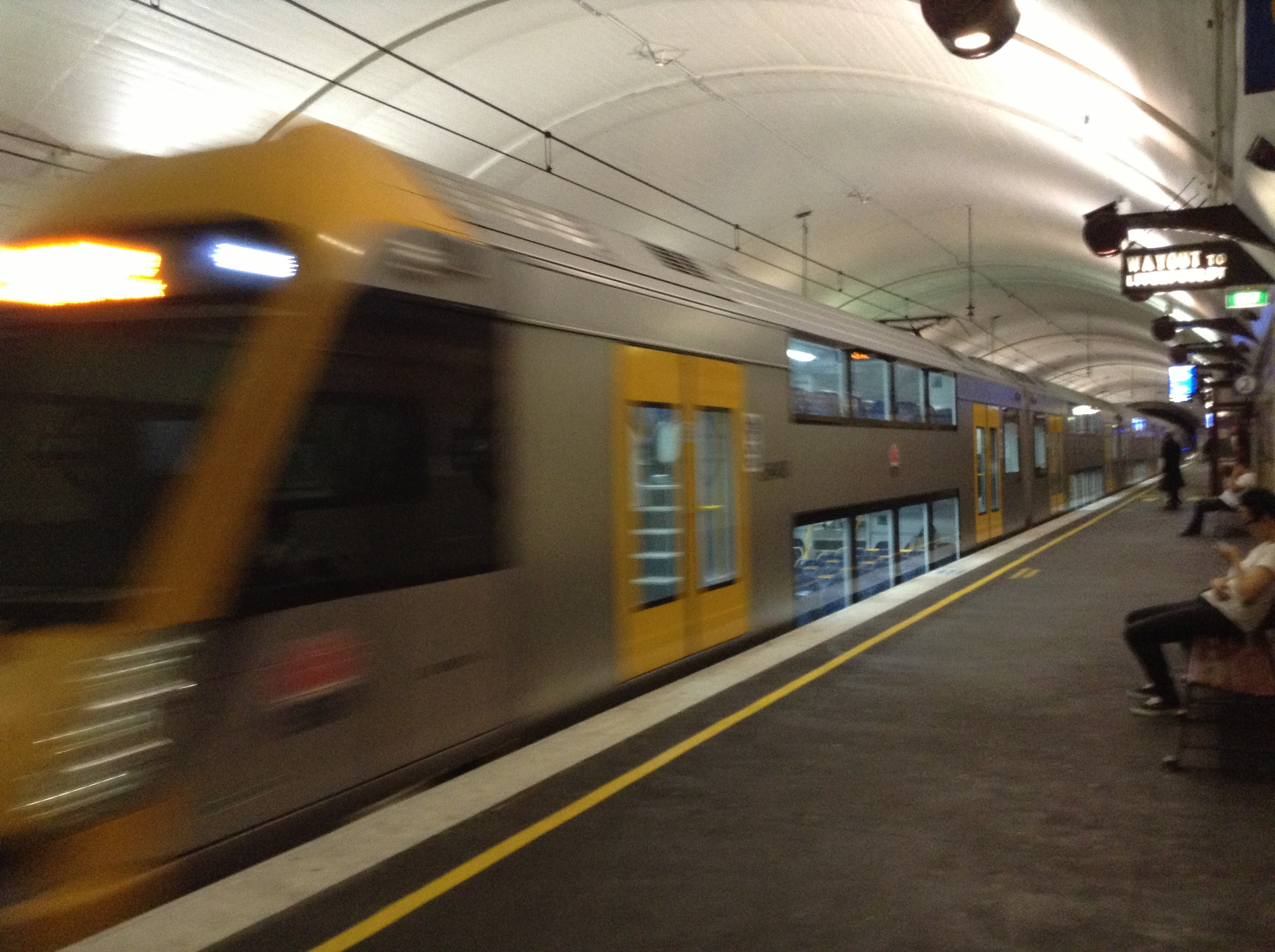
Zug der CityRail – Ankunft in der Museum Station

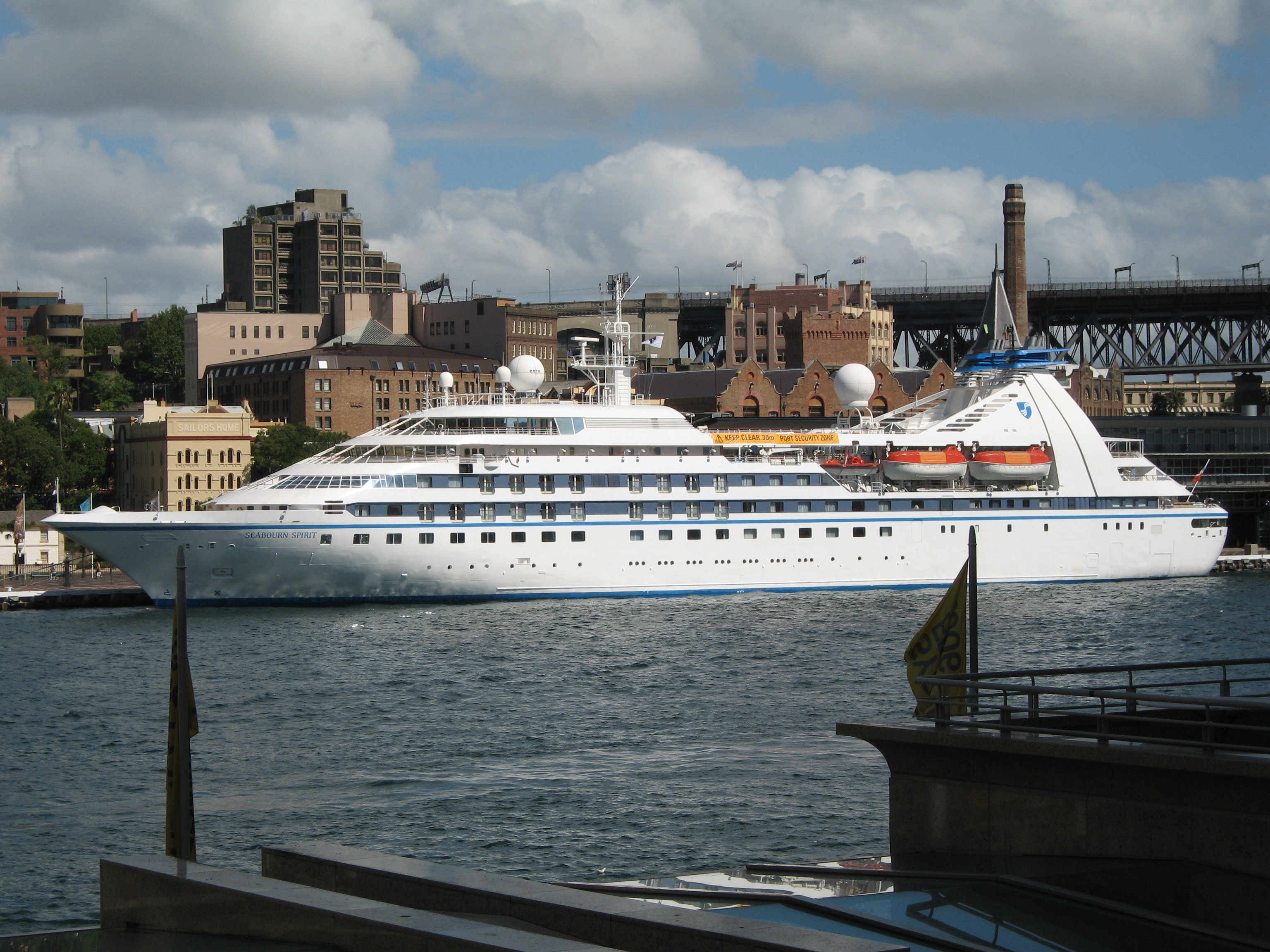
Seabourn Spirit in der Sydney Cove 2006

Der Kingsford Smith International Airport ist der größte Flughafen Australiens und eine Drehscheibe für den internationalen Luftverkehr. Er liegt neun Kilometer südlich des Stadtzentrums. Zur Bewältigung des kontinuierlich steigenden Passagieraufkommens genehmigte die australische Regierung 1991 den Bau einer dritten Startbahn. 2017 informierte die australische Regierung über den Beschluss, rund 50 km westlich von Sydney einen zweiten internationalen Flughafen zu bauen, um Kingsford Smith zu entlasten. Bei rund 3,45 Milliarden Euro Baukosten ist die Eröffnung des neuen Western Sydney Airport für 2026 vorgesehen. Der dritte Flughafen Bankstown ist weitgehend dem regionalen und privaten Verkehr vorbehalten.
Die heimische Fluggesellschaft Qantas sowie British Airways verbinden Sydney – mit einem Zwischenhalt – mit Europa. Der letzte Direktflug einer europäischen Festland-Fluggesellschaft, von Wien via Kuala Lumpur, wurde von Austrian Airlines im März 2007 aus Kostengründen eingestellt.
Die Stadt ist auch im Straßen-, Schienen- und Schiffsverkehr ein überregional bedeutender Verkehrsknotenpunkt. Sydney hat über den Hume Highway Verbindung mit Melbourne und dem Monaro Highway mit den Snowy Mountains, dem höchsten Gebirge Australiens. Sydneys Hauptbahnhof Central Station ist der östliche Endpunkt der Transaustralischen Eisenbahn nach Perth.
Verbindungen bestehen auch nach Adelaide (mit dem Indian-Pacific), nach Alice Springs (mit dem Ghan), nach Melbourne (mit dem Melbourne Express) und nach Canberra (CountryLink). In Richtung Newcastle/Brisbane/Gold Coast: von Sydney nach Murwillumbah mit dem Murwillumbah XPT, von Murwillumbah weiter mit Sunstate Charters nach Surfers Paradise/Brisbane oder direkt mit dem Brisbane XPT.
Von Sydney gibt es internationale Schiffsverbindungen nach Europa, den USA und Hongkong. Passagierschiffe legen am Darling Harbour Passenger Terminal an, Kreuzfahrtschiffe am Sydney Overseas Passenger Terminal in der Sydney Cove beim Circular Quay.

#### Nahverkehr
Für den Regionalverkehr ist die Eisenbahngesellschaft Sydney Trains zuständig. Die Ursprünge von Sydney Trains reichen bis ins Jahr 1855 zurück, als zwischen Sydney und Parramatta die erste Eisenbahnlinie in New South Wales eröffnet wurde. Die Regionallinien führen zu Orten, die bis zu 160 Kilometer vom Stadtzentrum entfernt sind; das Netz reicht bis nach Newcastle im Norden, Lithgow im Westen, Goulburn im Südwesten sowie Wollongong, Kiama und Port Kembla im Süden.
Sydney Trains betreibt auch die S-Bahn im Großraum Sydney; die Erschließung der Innenstadt erfolgt durch ein U-Bahn-ähnliches Tunnelsystem. Sämtliche Züge auf dem Vorortnetz von Sydney sind doppelstöckige Triebwagen.
Seit 2019 verkehrt außerdem zur Entlastung der Vorortzüge von Sydney Trains eine eigenständige U-Bahn namens Sydney Metro, die den Nord-Westen mit der Innenstadt und Bankstown verbindet. Dabei wurden auch teilweise Vorortbahnstrecken umgerüstet. Diese U-Bahn stellt das erste vollwertige U-Bahn-Netz in Australien dar.

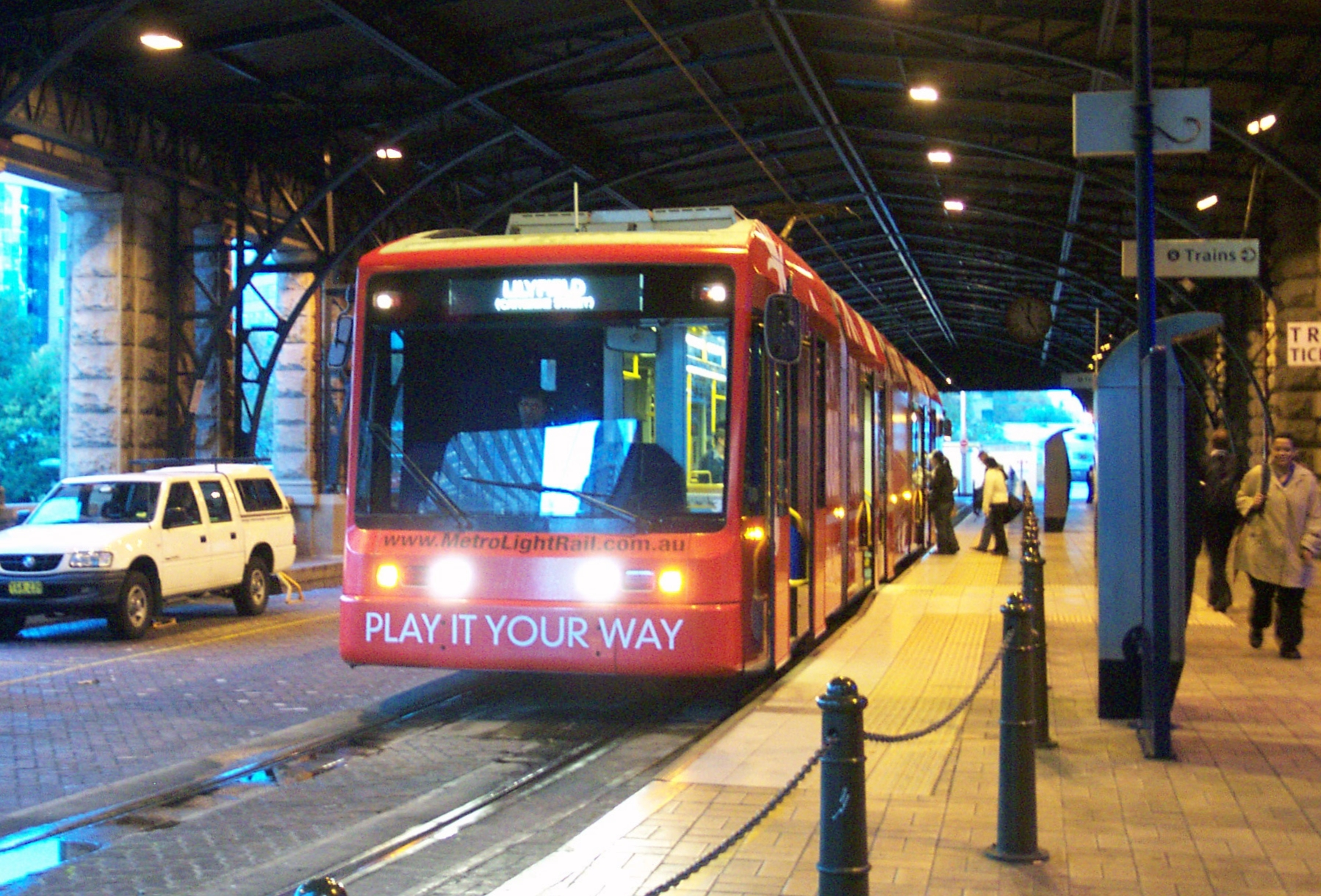
Straßenbahn

Die älteste Straßenbahn Australiens nahm am 23. Dezember 1861 in Sydney ihren Betrieb auf, stellte diesen jedoch nach fast 100 Jahren am 25. Februar 1961 ein. Die Wiedereröffnung erfolgte am 11. August 1997. Die Metro Light Rail verbindet seitdem den Hauptbahnhof mit den inneren Vorstädten im Westen. Zusätzliche Streckenabschnitte wurden im August 2000 und im März 2014 eröffnet. Die gesamte Streckenlänge beträgt derzeit 12,8 km (Stand im Jahr 2010). Ein weiterer Ausbau in Richtung der Eastern Suburbs ist in Planung.
Sydney Buses besitzt das Monopol auf Buslinien im Stadtzentrum, während in den äußeren Vororten auch private Busgesellschaften zugelassen sind. Seit 1989 verkehren im Großraum Sydney Nachtbusse. Die im Auftrag von CityRail von privaten Anbietern betriebenen NightRide-Busse verkehren zwischen Mitternacht und fünf Uhr morgens im Stundentakt (an Wochenenden auf einigen Routen sogar halbstündlich). Trolleybusse fuhren zwischen 23. Januar 1934 und 31. August 1959 in der Stadt. Radwege sind nur wenige vorhanden.
Fähren sind die schnellste Verbindung zwischen Circular Quay und dem Nordufer. Die wichtigsten Strecken führen von Circular Bay mit der JetCat nach Neutral Bay und North Sydney (High Street in Kirribilli, Kurraba Road und Hayes Street), nach Balmain (Darling Street Jetty) und Darling Harbour; zum Kasino, nach Cremorne und Mosman, zum Taronga Zoo, nach Manly sowie mit der RiverCat den Paramatta River hinauf nach Paramatta im Westen sowie Watson Bay via Double Bay und Rose Bay.
1988 wurde mit der Sydney Monorail eine Einschienenbahn in Betrieb genommen, die sich jedoch nicht bewährte und 2013 eingestellt wurde.

### Medien

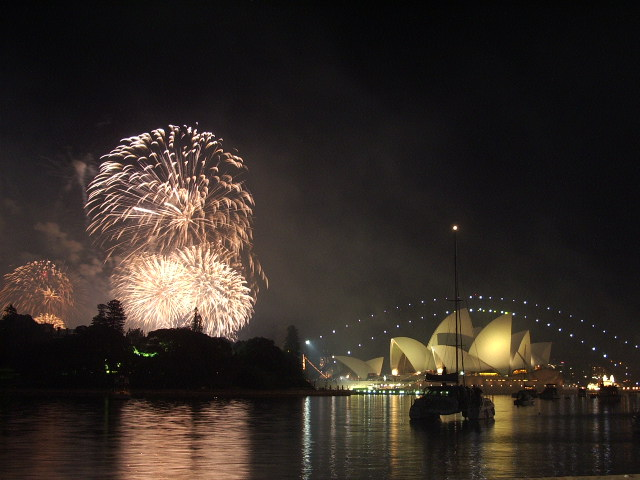
Feuerwerk an Neujahr 2005

Sydneys Medien sind stark monopolisiert. Rupert Murdoch (News Corporation) und James Packer (PBL) teilen sich den Fernsehmarkt, Murdoch und die Fairfax Group die Printmedien (also beides Duopole). Sydney Morning Herald, Daily Telegraph, Sun-Herald und Sunday Telegraph sind die wichtigsten Zeitungen in der Stadt.
Der Sydney Morning Herald gilt als eine der Qualitätszeitungen des Landes. Ursprünglich konservativ in seiner Ausrichtung, wandelte er sich besonders in Konkurrenz zum konservativen The Australian der News Corporation von Rupert Murdoch zum links-liberalen Blatt. Die erste Ausgabe erschien am 18. April 1831 in Sydney als Wochenzeitung. Der Herald ist damit die älteste noch existierende Zeitung Australiens.
Ihren Hauptsitz in Sydney haben die Australian Consolidate Press (größter Zeitschriftenverlag des Landes), der Australian Press Council (zuständig für die Pressefreiheit) und die beiden nationalen Rundfunkanstalten Australian Broadcasting Corporation (ABC) und der Special Broadcasting Service (SBS).
ABC und SBS bieten neben mehreren Radioprogrammen jeweils ein landesweit zu empfangendes Fernsehprogramm. Zusätzlich sind zahlreiche kommerzielle Fernsehsender zu empfangen, davon drei auf nationaler Ebene, Seven Network, Nine Network und Network Ten. Weitere wichtige lokale Stationen sind Channel NSW, Australian Christian Channel, MacquarieBank TV und SportsTAB. Der größte Anbieter von Pay-TV ist Foxtel, ein Joint Venture zwischen Telstra, News Corporation und Consolidated Media Holdings.
In der Stadt senden zahlreiche staatliche, private und lokale Radiostationen. Die wichtigsten sind 702 ABC Sydney (früher 2BL), die Talkradios 2GB, 2UE und Vega sowie mehrere Musiksender. Triple M, 2Day FM und Nova 96.9 strahlen überwiegend Popmusik aus, Triple J, 2SER, FM 103.2 und FBi Radio dagegen meist Musik von unabhängigen, lokalen und alternativen Künstlern.

### Bildung

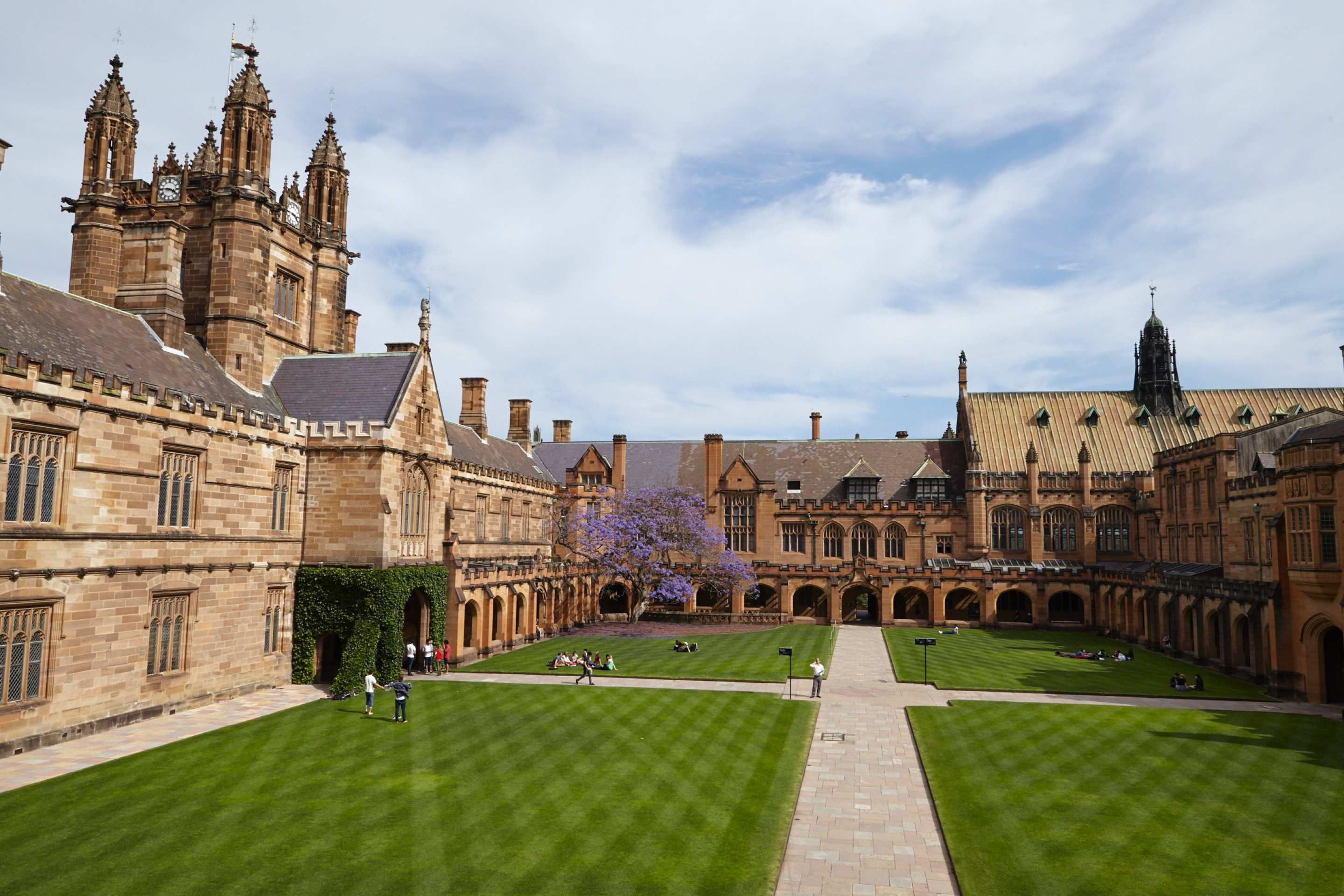
Universität Sydney

In Sydney wurde 1850 die erste Universität Australiens gegründet: die University of Sydney. Zwischenzeitlich sind in Sydney auch die University of New South Wales, Macquarie University, University of Technology, Sydney, University of Western Sydney und die Australian Catholic University (zwei von fünf Standorten sind in Sydney) eröffnet worden. Die University of Notre Dame Australia und die University of Wollongong haben Zweigstellen in Sydney.
Die Universität Sydney gehört, wie auch die University of New South Wales, zur Group of Eight, den acht Universitäten mit dem besten Ruf in Australien. Der Hauptcampus befindet sich in Camperdown, einem Vorort von Sydney. Die Sandsteingebäude im gotischen Stil wurden von Edmund Blacket entworfen und 1862 erstellt. Die schnelle Entwicklung seit Mitte des 20. Jahrhunderts resultierte im Erwerb weiterer Campi und der Übernahme von vorher unabhängigen Schulen.
An den staatlichen Universitäten werden die meisten Studienplätze für Inlandsstudenten von der Regierung gefördert. Der Zugang zu diesen Plätzen hängt hauptsächlich von der Qualifikation der Studenten ab. Diese zahlen ihre Studiengebühren nicht im Voraus, über ein staatliches Programm (HECS-HELP) werden Kredite gewährt. Ein Studium an privaten Universitäten ist nur mit Zahlung von Studiengebühren möglich. Auslandsstudenten können das „overseas student program (OSP)“ wahrnehmen, jedoch besteht für Auslandsstudenten („Not Australian citizens or Australian permanent residents“) generell die Verpflichtung zur Zahlung von Studiengebühren.
Von staatlicher Seite wurden in Australien im tertiären Bildungsbereich die TAFE-Institute (Technical and Further Education) eingerichtet. Davon sind in Sydney ansässig: Sydney Institute of Technology, North Sydney Institute of TAFE, Western Sydney Institute of TAFE und South Western Sydney Institute of TAFE.
In Sydney selbst gibt es über 900 staatliche und private Schulen und Vorschulen.

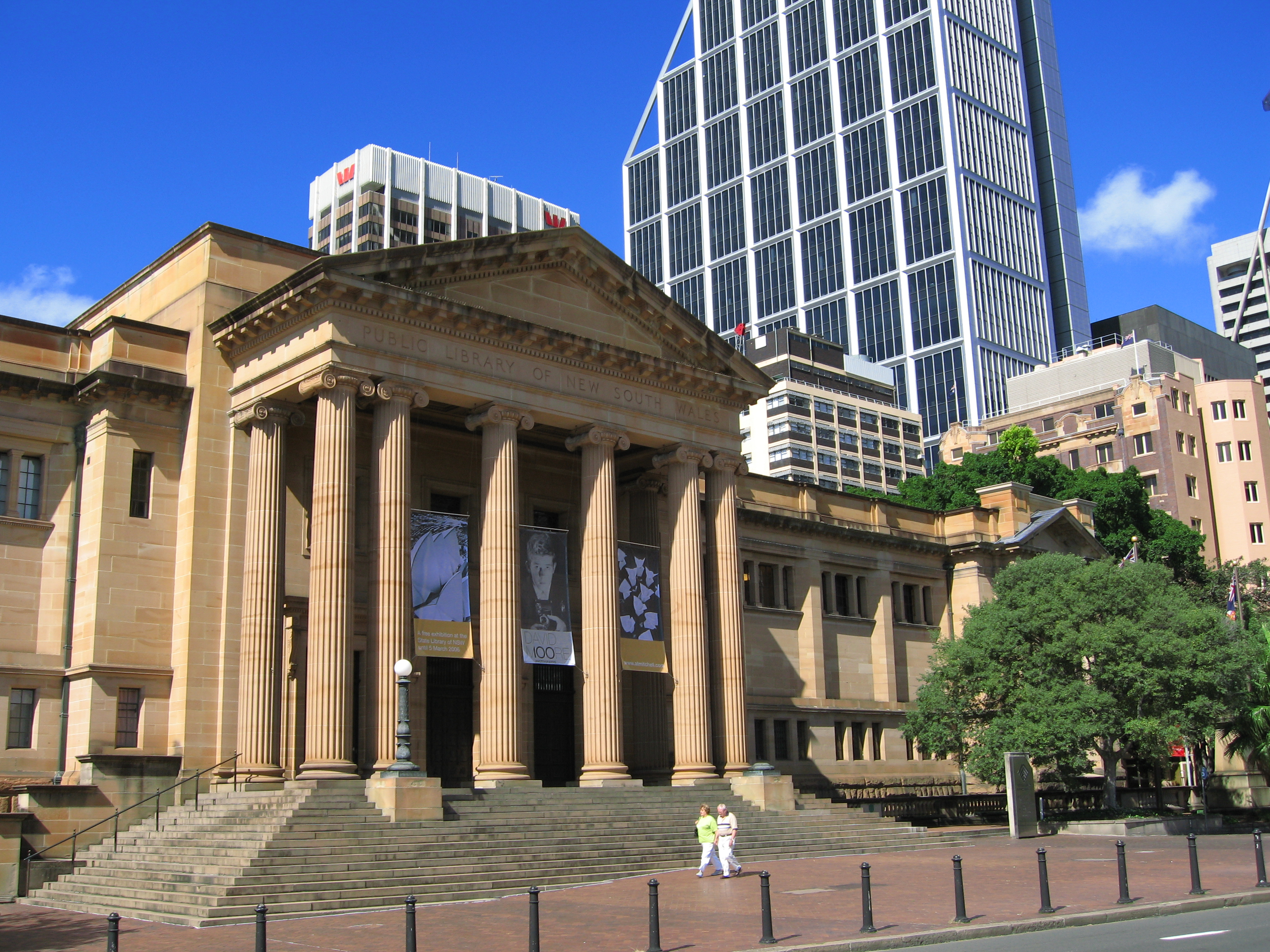
State Library of New South Wales

Wichtige Bibliotheken sind die State Library of New South Wales und die Bibliothek der Universität Sydney. Letztere ist mit einer Sammlung von mehr als 5,1 Millionen Bänden die größte Bibliothek der südlichen Hemisphäre. Sie besteht aus 20 Einzelbibliotheken, die auf neun verschiedene Teile des Campus verteilt sind. Das Hauptgebäude, die Fisher Library, ist nach Thomas Fisher, einem früheren Unterstützer, benannt.

## Söhne und Töchter der Stadt
Sydney ist Geburtsort zahlreicher berühmter Persönlichkeiten.
Siehe Liste von Söhnen und Töchtern der Stadt Sydney